# Musikjahr 1981
Liste der Musikjahre

◄◄ | ◄ | 1977 | 1978 | 1979 | 1980 | Musikjahr 1981 | 1982 | 1983 | 1984 | 1985 | ► | ►►

Weitere Ereignisse · Country-Musik
Dieser Artikel behandelt das Musikjahr 1981.
Zu den erfolgreichsten Künstlern in Deutschland zählten zwei niederländische Gruppen: Electronica’s verkauften mit ihrer Version des Ententanzes die meisten Singles; auf Platz zwei landete das Projekt Stars on 45 mit dem gleichnamigen Medley, das auch in der Schweiz die meistverkaufte Single war. In den USA waren die Rolling Stones mit ihrem Album Tattoo You neun Wochen auf Platz eins der Billboard 200 – nur übertroffen von REO Speedwagon mit Hi Infidelity (15 Wochen).

## Ereignisse

### Populäre Musik
- 09. Januar: Der Genesis-Schlagzeuger und -Sänger Phil Collins veröffentlicht seine Solo-Debüt-Single In the Air Tonight, die durch den markanten Schlagzeug-Fill vor dem letzten Refrain in die Rockgeschichte eingeht.
- 12. Januar: Nur wenige Wochen nach der Ermordung John Lennons erscheint mit Woman die zweite Single aus dessen letztem Studioalbum Double Fantasy, die posthum zu seinem größten Hit wird.
- 13. Februar: In der Westfalenhalle in Dortmund findet das erste Konzert von Pink Floyds The Wall Tour in Deutschland statt, dem sieben weitere am gleichen Ort folgen.
- 09. März: Mike Oldfield startet in Offenbach seine dritte Konzerttournee, die European Adventure Tour.
- 28. März: Ein Konzert der britischen Band The Who wird in der Rockpalast Nacht live im europäischen Fernsehen übertragen.
- 04. April: In Dublin gewinnt die britische Gruppe Bucks Fizz mit dem Lied Making Your Mind Up die 26. Auflage des Eurovision Song Contest. Der zweite Platz geht an Lena Valaitis für die Bundesrepublik Deutschland.
- 27. April: Der ehemalige Beatles-Schlagzeuger Ringo Starr heiratet in London die Schauspielerin Barbara Bach.
- 14. Mai: Diana Ross verlässt Motown Records und schließt einen Vertrag bei RCA Records (international EMI) über 20 Millionen Dollar ab, der bis dahin lukrativste Plattenvertrag.
- 14. Mai: Die deutsche Synthiepop-Formation Kraftwerk startet in London ihre Computer World Tour.
- 06. Juni: Das Musikmagazin Kerrang! erscheint erstmals.
- 01. August: MTV startet mit Video Killed the Radio Star von The Buggles in den USA den Sendebetrieb.
- 19. September: Nach längerer Pause treten Simon & Garfunkel im Central Park in New York City gemeinsam auf, den Bürgermeister Ed Koch und die New Yorker Stadtverwaltung aus Kostengründen schließen wollen. Das Concert in Central Park wird von geschätzten 500.000 Zuschauern besucht.
- 25. September: Die britische Progressive-Rock-Band Genesis startet in Barcelona ihre Abacab Tour.
- 28. Oktober: In Kalifornien wird die Metalband Metallica gegründet.
- 02. November: Die Rockband Queen veröffentlicht ihre Greatest Hits. Diese Compilation wird ihr erfolgreichstes Album und verbleibt über zehn Jahre in den Charts.
- 12. Dezember: Manuel Göttsching nimmt in einer einstündigen Session in seinem Berliner Studio das Album E2-E4 auf, das sich später zu einem Meilenstein der elektronischen Musik entwickelt.

### Klassische Musik und Musiktheater
- 07. Januar: Lonely Child für Sopran und Kammerorchester von Claude Vivier wird in Vancouver uraufgeführt.[1]
- 11. Mai: Das Musical Cats von Andrew Lloyd Webber feiert im New London Theatre in London Premiere.
- 09. Juli: Die Kinderoper Tranquilla Trampeltreu des Komponisten Wilfried Hiller und des Jugendbuchautors Michael Ende feiert im Stadtmuseum in München Premiere.
- 08. Oktober: Das neue Leipziger Gewandhaus wird eingeweiht.
- 20. Dezember: Das Musical Dreamgirls wird am New Yorker Broadway im Imperial Theatre uraufgeführt.
- Robert Ray – Gospel Mass

### Film und Fernsehen
- Tanz in den Wolken – US-amerikanisches romantisches Musikdrama
- 02. März: Das ARD-Nachtkonzert geht mit klassischer Musik als Kontrastprogramm zum ARD-Nachtexpress zum ersten Mal auf Sendung.
- 05. März: Der ORF strahlt in Zusammenarbeit mit ARD und Schweizer Fernsehen die erste Folge der Unterhaltungssendung Musikantenstadl mit der Moderation von Karl Moik und Hias aus, die eine der erfolgreichsten Produktionen des Senders wird.

## Musikcharts

### Deutschland
| Singles                                     | Position | Alben                                                |
| ------------------------------------------- | -------- | ---------------------------------------------------- |
|                                             |          |                                                      |
| Dance Little Bird (Ententanz) Electronica’s | 1        | QE2 Mike Oldfield                                    |
| Stars on 45                                 | 2        | Super Trouper ABBA                                   |
| Kids in America Kim Wilde                   | 3        | Double Fantasy John Lennon & Yoko Ono                |
| Fade to Grey Visage                         | 4        | Revanche Peter Maffay                                |
| In the Air Tonight Phil Collins             | 5        | Back in Black AC/DC                                  |
| Life Is for Living Barclay James Harvest    | 6        | Zenyattà Mondatta The Police                         |
| Lieb’ mich ein letztes Mal Roland Kaiser    | 7        | Face Value Phil Collins                              |
| Angel of Mine Frank Duval & Orchestra       | 8        | The Turn of a Friendly Card The Alan Parsons Project |
| Hands Up (Give Me Your Heart) Ottawan       | 9        | Visage                                               |
| Bette Davis Eyes Kim Carnes                 | 10       | Träumereien 2 Richard Clayderman                     |

Die längsten Nummer-eins-Singles
Lieder, die die meiste Zeit während eines anderen Jahres auf Platz eins der Charts verbrachten, werden hier nicht aufgeführt.
1. Electronica’s – Dance Little Bird (8 Wochen)
2. Visage – Fade to Grey; Stars on 45 – Stars on 45; Kim Carnes – Bette Davis Eyes (jeweils 7 Wochen)
3. Frank Duval & Orchestra – Angel of Mine (5 Wochen)

Die längsten Nummer-eins-Alben
Alben, die die meiste Zeit während eines anderen Jahres auf Platz eins der Charts verbrachten, werden hier nicht aufgeführt.
1. Die Schlümpfe – Hitparade der Schlümpfe (11 Wochen)
2. Ernst Mosch – Die größten Erfolge; ABBA – A wie ABBA; Kim Wilde – Kim Wilde; ELO – Time; Electronica’s – Quietschfidelio (jeweils 5 Wochen)
3. Orchester Anthony Ventura – Die schönsten Melodien 2; Stars on 45 – Long Play Album (jeweils 4 Wochen)

Alle Nummer-eins-Hits und die Hits des Jahres

### Österreich
| Singles                                      | Position | Alben                                                           |
| -------------------------------------------- | -------- | --------------------------------------------------------------- |
|                                              |          |                                                                 |
| Angel of Mine Frank Duval & Orchestra        | 1        | High Life – Original Top Hits [1981-2] Verschiedene Interpreten |
| Stars on 45                                  | 2        | Double Fantasy John Lennon / Yoko Ono                           |
| Some Broken Hearts Never Mend Telly Savalas  | 3        | Hotter Than July Stevie Wonder                                  |
| Strada del sole Rainhard Fendrich            | 4        | Super Trouper ABBA                                              |
| Super Trouper ABBA                           | 5        | The Turn Of A Friendly Card The Alan Parsons Project            |
| Hold On Tight Electric Light Orchestra       | 6        | A wie ABBA ABBA                                                 |
| In The Air Tonight Phil Collins              | 7        | Power Play Verschiedene Interpreten                             |
| Du entschuldige – i kenn’ di Peter Cornelius | 8        | Guilty Barbra Streisand                                         |
| (Just Like) Starting Over John Lennon        | 9        | Hitparade der Schlümpfe Die Schlümpfe                           |
| Making Your Mind Up Bucks Fizz               | 10       | Long Play Album Stars on 45                                     |

Die längsten Nummer-eins-Singles
Lieder, die die meiste Zeit während eines anderen Jahres auf Platz 1 der Charts verbrachten, werden hier nicht aufgeführt.
1. Rainhard Fendrich – Strada del sole (9 Wochen)
2. Frank Duval & Orchestra – Angel of Mine; Bucks Fizz – Making Your Mind Up; Fred Sonnenschein und seine Freunde – Ja, wenn wir alle Englein wären (jeweils 7 Wochen)
3. Peter Cornelius – Du entschuldige – i kenn’ di (6 Wochen)

Die längsten Nummer-eins-Alben
Alben, die die meiste Zeit während eines anderen Jahres auf Platz eins der Charts verbrachten, werden hier nicht aufgeführt.
1. ABBA – A wie ABBA (8 Wochen)
2. Die Schlümpfe – Hitparade der Schlümpfe (7 Wochen)
3. Howard Carpendale – Meine schönsten Lieder (5 Wochen)

Alle Nummer-eins-Hits und die Hits des Jahres

### Schweiz
| Position | Singles                                  |
| -------- | ---------------------------------------- |
|          |                                          |
| 1        | Stars on 45                              |
| 2        | Bette Davis Eyes Kim Carnes              |
| 3        | Hold On Tight Electric Light Orchestra   |
| 4        | For Your Eyes Only Sheena Easton         |
| 5        | In the Air Tonight Phil Collins          |
| 6        | Shaddap You Face Joe Dolce Music Theatre |
| 7        | Japanese Boy Aneka                       |
| 8        | Maledetta primavera Loretta Goggi        |
| 9        | Fade to Grey Visage                      |
| 10       | Life Is for Living Barclay James Harvest |

Die längsten Nummer-eins-Singles
Lieder, die die meiste Zeit während eines anderen Jahres auf Platz 1 der Charts verbrachten, werden hier nicht aufgeführt.
1. Kim Carnes – Bette Davis Eyes (7 Wochen)
2. Stars on 45 – Stars on 45 (6 Wochen)
3. Aneka – Japanese Boy (5 Wochen)

Alle Nummer-eins-Hits und die Hits des Jahres

### Vereinigtes Königreich
| Singles                                   | Position | Alben                                      |
| ----------------------------------------- | -------- | ------------------------------------------ |
|                                           |          |                                            |
| Tainted Love Soft Cell                    | 1        | Kings of the Wild Frontier Adam & the Ants |
| Stand and Deliver Adam & the Ants         | 2        | Greatest Hits Queen                        |
| Prince Charming Adam & the Ants           | 3        | Face Value Phil Collins                    |
| This Ole House Shakin’ Stevens            | 4        | Shaky Shakin’ Stevens                      |
| Vienna Ultravox                           | 5        | Ghost in the Machine The Police            |
| Making Your Mind Up Bucks Fizz            | 6        | Love Songs Cliff Richard                   |
| One Day in Your Life Michael Jackson      | 7        | Dare! The Human League                     |
| Shaddap You Face Joe Dolce Music Theatre  | 8        | Double Fantasy John Lennon & Yoko Ono      |
| The Birdie Song (Birdie Dance) The Tweets | 9        | The Jazz Singer Neil Diamond               |
| You Drive Me Crazy Shakin’ Stevens        | 10       | Stars on 45 Star Sound                     |

Die längsten Nummer-eins-Singles
Lieder, die die meiste Zeit während eines anderen Jahres auf Platz 1 der Charts verbrachten, werden hier nicht aufgeführt.
1. Adam & the Ants – Stand and Deliver (5 Wochen)
2. John Lennon – Imagine; Shakin’ Stevens – Green Door; Adam & the Ants – Prince Charming; Dave Stewart & Barbara Gaskin – It’s My Party (jeweils 4 Wochen)
3. Joe Dolce Music Theatre – Shaddap You Face; Shakin’ Stevens – This Ole House; Bucks Fizz – Making Your Mind Up; The Specials – Ghost Town; The Human League – Don’t You Want Me (jeweils 3 Wochen)

Die längsten Nummer-eins-Alben
Alben, die die meiste Zeit während eines anderen Jahres auf Platz eins der Charts verbrachten, werden hier nicht aufgeführt.
1. Adam & the Ants – Kings of the Wild Frontier (12 Wochen)
2. Star Sound – Stars on 45; Cliff Richard – Love Songs (jeweils 5 Wochen)
3. The Human League – Dare! (4 Wochen)

Alle Nummer-eins-Hits und die Hits des Jahres

### Vereinigte Staaten
Die längsten Nummer-eins-Singles
Lieder, die die meiste Zeit während eines anderen Jahres auf Platz 1 der Charts verbrachten, werden hier nicht aufgeführt.
1. Kim Carnes – Bette Davis Eyes; Diana Ross & Lionel Richie – Endless Love (jeweils 9 Wochen)
2. Olivia Newton-John – Physical (6 Wochen)
3. John Lennon – (Just Like) Starting Over (5 Wochen)

Die längsten Nummer-eins-Alben
Alben, die die meiste Zeit während eines anderen Jahres auf Platz eins der Charts verbrachten, werden hier nicht aufgeführt.
1. REO Speedwagon – Hi Infidelity (15 Wochen)
2. The Rolling Stones – Tattoo You (9 Wochen)
3. John Lennon / Yoko Ono – Double Fantasy (7 Wochen)

Alle Nummer-eins-Hits und die Hits des Jahres

### Charts in weiteren Ländern
Siehe auch: Nummer-eins-Hits 1981 in  Australien, Belgien, Deutschland, Finnland, Frankreich, Irland, Italien, Japan, Kanada, Neuseeland, den Niederlanden, Norwegen, Österreich, Schweden, der Schweiz, Spanien, den Vereinigten Staaten und im Vereinigten Königreich.

## Musikpreise und Ehrungen

### Grammy Awards 1981
Single des Jahres (Record of the Year):
- Sailing von Christopher Cross

Album des Jahres (Album of the Year):
- Christopher Cross von Christopher Cross

Song des Jahres (Song of the Year):
- Sailing von Christopher Cross

Bester neuer Künstler (Best New Artist):
- Christopher Cross

### Oscar 1981

#### Beste Filmmusik
Michael Gore – Fame – Der Weg zum Ruhm (Fame)
John Corigliano – Der Höllentrip (Altered States)
John Morris – Der Elefantenmensch (The Elephant Man)
Philippe Sarde – Tess
John Williams – Das Imperium schlägt zurück (The Empire Strikes Back)

#### Bester Song
„Fame“ aus Fame – Der Weg zum Ruhm (Fame) – Michael Gore, Dean Pitchford
„9 to 5“ aus Warum eigentlich … bringen wir den Chef nicht um? (Nine to Five) – Dolly Parton
„On the Road Again“ aus Honeysuckle Rose – Willie Nelson
„Out Here on My Own“ aus Fame – Der Weg zum Ruhm (Fame) – Lesley Gore, Michael Gore
„People Alone“ aus Das große Finale (The Competition) – Will Jennings, Lalo Schifrin

#### Bester Ton
Gregg Landaker, Steve Maslow, Peter Sutton, Bill Varney – Das Imperium schlägt zurück (The Empire Strikes Back)
James R. Alexander, Roger Heman junior, Richard Portman – Nashville Lady (Coal Miner’s Daughter)
Willie D. Burton, Les Fresholtz, Michael Minkler, Arthur Piantadosi – Der Höllentrip (Altered States)
Jay M. Harding, Michael J. Kohut, Christopher Newman, Aaron Rochin – Fame – Der Weg zum Ruhm (Fame)
David J. Kimball, Les Lazarowitz, Donald O. Mitchell, Bill Nicholson – Wie ein wilder Stier (Raging Bull)

### Musikwettbewerbe
Eurovision Song Contest
1. Bucks Fizz: Making Your Mind Up
2. Lena Valaitis: Johnny Blue
3. Jean Gabilou: Humanahum
4. Peter, Sue & Marc: Io senza te
5. Sheeba: Horoscopes

## Jahresbestenlisten

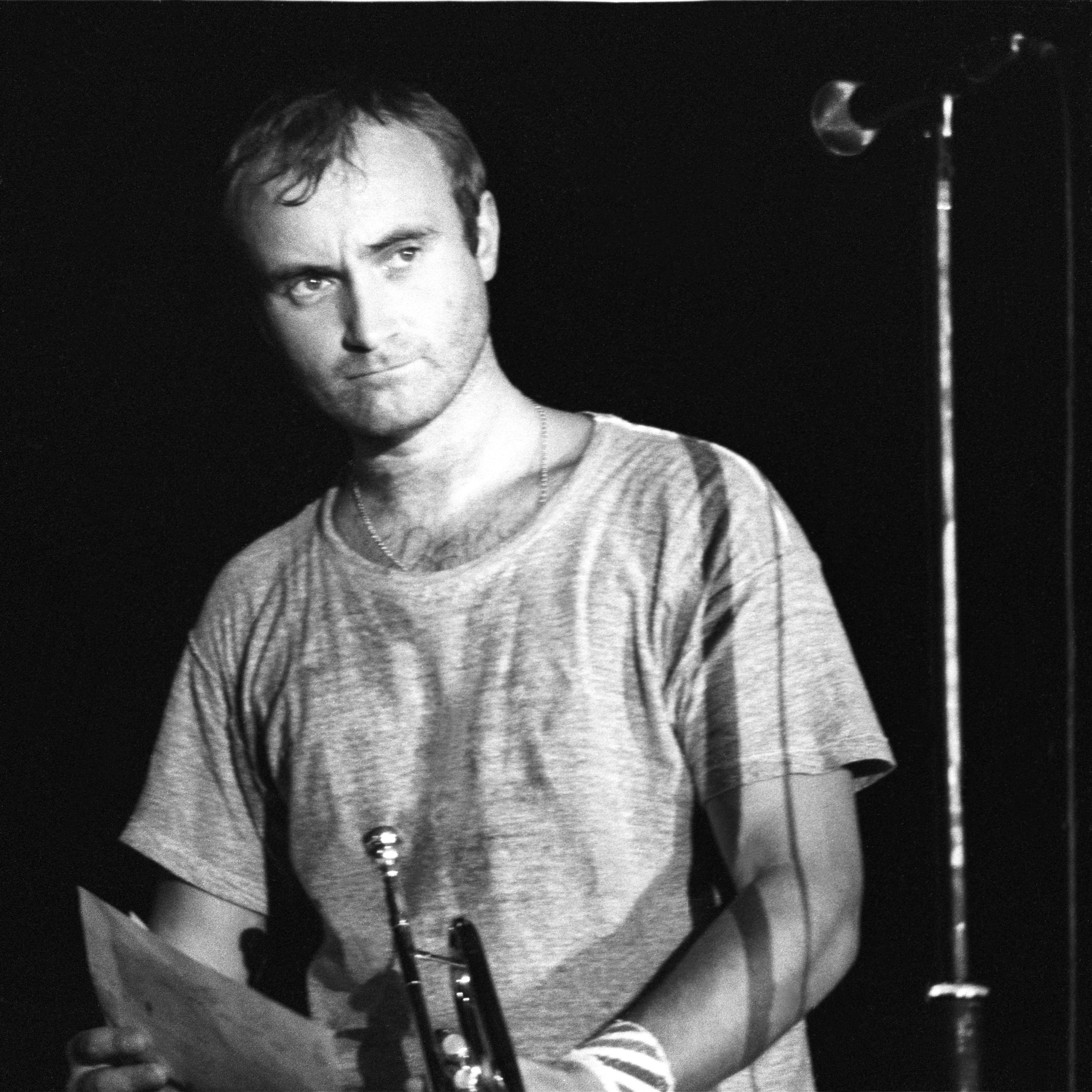
Phil Collins etablierte mit In the Air Tonight einen völlig neuen Schlagzeugsound

### Popkultur.de

#### Songs
1. Phil Collins – In the Air Tonight
2. Rick Springfield – Jessie’s Girl
3. Blondie – Rapture
4. ABBA – Super Trouper
5. Fred Sonnenschein und seine Freunde – Ja, wenn wir alle Englein wären
6. The Police – Don’t Stand So Close to Me
7. Kim Carnes – Bette Davis Eyes
8. Commodores – Lady (You Bring Me Up)
9. Stanley Clarke and George Duke – Sweet Baby
10. Journey – Who’s Crying Now

## Gründungen und Auflösungen

### Gründungen
- Conflict – britische Anarcho-Punkband
- The Helicopters – südafrikanische New-Wave- und Synthpop-Band aus Vereeniging
- Kombinat Musikinstrumente – Kombinat in der Deutschen Demokratischen Republik mit Sitz in Plauen
- Metallica – US-amerikanische Metal- und Thrash-Metal-Band aus San Francisco
- Viva Communications – philippinisches Medien- und Unterhaltungsunternehmen mit Hauptsitz in Pasig
- Wham! – britische Popgruppe

### Auflösungen
- Federal Records – jamaikanisches Plattenlabel inklusive Aufnahmestudio (Federal Records Studio) und angeschlossenem Plattenpresswerk

## Neuveröffentlichungen (Auswahl)

### Lieder und Kompositionen
| Lied                                          | Text                                                                           | Musik                                                                          | Erstinterpret          | Label                                          | Veröffentlichung  | Genre                                  | Album                                   | Weitere Informationen |
| --------------------------------------------- | ------------------------------------------------------------------------------ | ------------------------------------------------------------------------------ | ---------------------- | ---------------------------------------------- | ----------------- | -------------------------------------- | --------------------------------------- | --------------------- |
| A Game I Can’t Afford to Lose                 | Ronnie Rogers                                                                  | Ronnie Rogers                                                                  | Freddy Quinn           | Polydor                                        | 1981              | Country-Musik                          | Country – Get Me Back to Tennessee      |                       |
| A.C.A.B.                                      | Michael Mayer                                                                  | Michael Mayer                                                                  | Slime                  | Raubbau, Aggressive Rockproduktionen           | 1981              | Deutschpunk                            | Slime I                                 |                       |
| Abacab                                        | Tony Banks, Phil Collins, Mike Rutherford                                      | Tony Banks, Phil Collins, Mike Rutherford                                      | Genesis                | Charisma Records                               | 14. August 1981   | New Wave, Progressive Rock, Synthiepop | Abacab                                  |                       |
| All I Want Is You to Need Me Too              | Owen Davis                                                                     | Owen Davis                                                                     | Freddy Quinn           | Polydor                                        | 1981              | Country-Musik                          | Country – Get Me Back to Tennessee      |                       |
| Computer Liebe                                | Karl Bartos, Ralf Hütter, Florian Schneider-Esleben, Emil Schult               | Karl Bartos, Ralf Hütter, Florian Schneider-Esleben, Emil Schult               | Kraftwerk              | Kling-Klang-Studio                             | 10. Mai 1981      | Elektronische Musik, Synthiepop        | Computerwelt / Computer World           |                       |
| Égal                                          | Amanda Lear, Anthony Monn                                                      | Amanda Lear, Anthony Monn                                                      | Amanda Lear            | Ariola Records                                 | 1981              | Chanson, Pop                           | Incognito                               |                       |
| Eiszeit                                       | Hans-Joachim Behrendt, Ernst Ulrich Deuker, Annette Humpe, Frank Jürgen Krüger | Hans-Joachim Behrendt, Ernst Ulrich Deuker, Annette Humpe, Frank Jürgen Krüger | Ideal                  | Eitel Imperial WEA                             | 1981              | Neue Deutsche Welle                    | Der Ernst des Lebens                    |                       |
| For Those About to Rock (We Salute You)       | Brian Johnson, Angus Young, Malcolm Young                                      | Brian Johnson, Angus Young, Malcolm Young                                      | AC/DC                  | Atlantic Records                               | 23. November 1981 | Hard Rock                              | For Those About to Rock (We Salute You) |                       |
| Gaby wartet im Park                           | Udo Jürgens, Michael Kunze                                                     | Udo Jürgens, Michael Kunze                                                     | Udo Jürgens            | Ariola                                         | 1981              | Schlager                               | Willkommen in meinem Leben              |                       |
| I’ll Find My Way Home                         | Jon Anderson, Vangelis                                                         | Jon Anderson, Vangelis                                                         | Jon & Vangelis         | Polydor                                        | November 1981     | Synthiepop                             | The Friends of Mr. Cairo                |                       |
| In the Army Now                               | Rob Bolland, Ferdi Bolland                                                     | Rob Bolland, Ferdi Bolland                                                     | Bolland & Bolland      | Teldec                                         | 1981              | Rock                                   | The Domino Theory                       |                       |
| Let’s Groove                                  | Maurice White, Wayne Vaughn                                                    | Maurice White, Wayne Vaughn                                                    | Earth, Wind and Fire   | Columbia Records                               | September 1981    | Post-Disco, Funk, Pop                  | Raise!                                  |                       |
| Liebe ist nicht nur ein Wort                  | Roland Heck, Michael Kunze                                                     | Roland Heck, Michael Kunze                                                     | Paola                  | CBS Records                                    | Juni 1981         | Schlager                               |                                         |                       |
| Making Your Mind Up                           | John Danter, Andy Hill                                                         | John Danter, Andy Hill                                                         | Bucks Fizz             | RCA Records                                    | 1981              | Pop                                    |                                         |                       |
| Sarà perché ti amo                            | Daniele Pace, Dario Farina, Enzo Ghinazzi                                      | Daniele Pace, Dario Farina, Enzo Ghinazzi                                      | Ricchi e Poveri        | Baby Records                                   | 1981              | Pop                                    |                                         |                       |
| State of Independence                         | Jon Anderson, Vangelis                                                         | Jon Anderson, Vangelis                                                         | Jon & Vangelis         | Polydor                                        | Juni 1981         | Art Rock, Elektropop                   | The Friends of Mr Cairo                 |                       |
| Stups, der kleine Osterhase                   | Rolf Zuckowski                                                                 | Rolf Zuckowski                                                                 | Rolf und seine Freunde | Polydor                                        | 1981              | Kinderlieder                           | Rolfs Radio Lollipop                    |                       |
| Teardrops                                     | George Harrison                                                                | George Harrison                                                                | George Harrison        | Dark Horse Records, Warner Brothers, EMI Group | 1. Juni 1981      | Pop                                    | Somewhere in England                    |                       |
| Unsere Oma geht so gerne mit auf Kaffee-Fahrt | Bob Kleinwort                                                                  | Freddy Quinn                                                                   | Freddy Quinn           | Polydor                                        | 1981              | Schlager                               | Die Stimme des Herzens                  |                       |
| Walking on Thin Ice                           | Yoko Ono                                                                       | Yoko Ono                                                                       | Yoko Ono               | Geffen Records, Rykodisc Records               | 6. Februar 1981   | Pop, Disco                             | Season of Glass                         |                       |
| Watching the Wheels                           | John Lennon                                                                    | John Lennon                                                                    | John Lennon            | Geffen Records, EMI                            | 16. März 1981     | Pop                                    | Double Fantasy                          |                       |

### Alben
| Album                                    | Interpret                                    | Label                                            | Veröffentlichung   | Genre                                       | Weitere Informationen |
| ---------------------------------------- | -------------------------------------------- | ------------------------------------------------ | ------------------ | ------------------------------------------- | --------------------- |
| 4                                        | Foreigner                                    | Atlantic Records                                 | 2. Juli 1981       | Adult Oriented Rock, Hard Rock              |                       |
| Ach was!?                                | Ulrich Gumpert, Radu Malfatti und Tony Oxley | Free Music Production                            | 1981               | Neue Improvisationsmusik                    |                       |
| Alles ist gut                            | Deutsch Amerikanische Freundschaft           | Virgin Records                                   | Juni 1981          | NDW, Synth Rock, EBM                        |                       |
| As Falls Wichita, so Falls Wichita Falls | Pat Metheny                                  | ECM Records                                      | 1981               | Jazz                                        |                       |
| Aurora Borealis                          | Sun Ra                                       | El Saturn Records                                | 1981               | Jazz                                        |                       |
| Beyond the Purple Star Zone              | Sun Ra                                       | El Saturn Records                                | 1981               | Jazz                                        |                       |
| Boonoonoonoos                            | Boney M.                                     | Hansa Records                                    | 28. September 1981 | Euro Disco, Rhythm and Blues, Reggae        |                       |
| Come an’ Get It                          | Whitesnake                                   | United Artists, Mirage, Geffen                   | 6. April 1981      | Hard Rock, Bluesrock                        |                       |
| Computerwelt                             | Kraftwerk                                    | KlingKlang, EMI, Capitol Records                 | 10. Mai 1981       | Electro, Elektropop, Popmusik               |                       |
| Controversy                              | Prince                                       | Warner Bros. Records                             | 14. Oktober 1981   | Contemporary R&B, Funk, New Wave, Pop, Rock |                       |
| Dance of Innocent Passion                | Sun Ra & His Arkestra                        | Saturn                                           | 1981               | Jazz                                        |                       |
| Denim and Leather                        | Saxon                                        | Carrere Records                                  | 25. September 1981 | Heavy Metal                                 |                       |
| Der Ernst des Lebens                     | Ideal                                        | Eitel-Imperial                                   | November 1981      | NDW, New Wave                               |                       |
| Dial „B“ for Barbra                      | Horace Tapscott                              | Nimbus Records                                   | 1981               | Jazz                                        |                       |
| Diary of a Madman                        | Ozzy Osbourne                                | Jet Records                                      | 7. November 1981   | Heavy Metal                                 |                       |
| Difficult to Cure                        | Rainbow                                      | Polydor                                          | 9. Februar 1981    | Hard Rock                                   |                       |
| Dolce Vita                               | Spider Murphy Gang                           | EMI Records, Electrola                           | Juni 1981          | Rock ’n’ Roll, Neue Deutsche Welle          |                       |
| Don’t Stop                               | Billy Idol                                   | Chrysalis Records                                | Oktober 1981       | Rock                                        | EP                    |
| El Loco                                  | ZZ Top                                       | Warner Bros.                                     | 26. Juni 1981      | Bluesrock, Southern Rock                    |                       |
| Escape                                   | Journey                                      | Columbia Records                                 | 31. Juli 1981      | Adult Orientated Rock, Hard Rock            |                       |
| Face Dances                              | The Who                                      | Polydor Records (UK) Warner Bros. (US)           | 16. März 1981      | Rock                                        |                       |
| Fair Warning                             | Van Halen                                    | Warner Bros.                                     | 29. April 1981     | Hard Rock, Heavy Metal                      |                       |
| For Those About to Rock (We Salute You)  | AC/DC                                        | Atlantic Records                                 | 23. November 1981  | Hard Rock, Bluesrock                        |                       |
| Freeze Frame                             | J. Geils Band                                | EMI                                              | 26. Oktober 1981   | Rock, New Wave                              |                       |
| Freigeweht                               | Rainer Brüninghaus                           | ECM Records                                      | März 1981          | Jazz, Fusion                                |                       |
| Friday Night in San Francisco            | Di Meola, John McLaughlin und Paco de Lucía  | Columbia/Philips                                 | 1981               | Jazz                                        |                       |
| Für usszeschnigge!                       | BAP                                          | EMI Electrola                                    | 12. Oktober 1981   | Kölsch-Rock                                 |                       |
| Ghost in the Machine                     | The Police                                   | A&M Records                                      | 2. Oktober 1981    | New Wave, Pop-Rock, Reggae Rock             |                       |
| Give the People What They Want           | The Kinks                                    | Arista Records                                   | 15. August 1981    | Power Pop, Hard Rock                        |                       |
| Grauzone                                 | Grauzone                                     | Welt-Rekord, EMI Electrola                       | September 1981     | NDW, Post-Punk, Synth Pop                   |                       |
| Greatest Hits                            | Queen                                        | EMI/Parlophone; Elektra, Hollywood Records (USA) | 2. November 1981   | Rock                                        | Kompilation           |
| In the Garden                            | Eurythmics                                   | RCA Records, BMG                                 | 16. Oktober 1981   | New Wave                                    | Debütalbum            |
| Killers                                  | Iron Maiden                                  | EMI                                              | 2. Februar 1981    | Heavy Metal                                 |                       |
| Kim Wilde                                | Kim Wilde                                    | RAK Records                                      | 29. Juni 1981      | New Wave                                    | Debütalbum            |
| Kiss Me Deadly                           | Gen X                                        | Chrysalis Records                                | 23. Januar 1981    | Punkrock                                    |                       |
| Magnetic Fields                          | Jean-Michel Jarre                            | Disques Dreyfus bzw. Polydor                     | 22. Mai 1981       | Electronica, New Age, Ambient               |                       |
| Mob Rules                                | Black Sabbath                                | Record Plant                                     | 4. November 1981   | Heavy Metal                                 |                       |
| Modern Times                             | Jefferson Starship                           | Grunt Records                                    | 2. April 1981      | Rock                                        |                       |
| Movement                                 | New Order                                    | Factory Records                                  | 13. November 1981  | Post-Punk                                   | Debütalbum            |
| Music from the Elder                     | Kiss                                         | Casablanca Records                               | 10. November 1981  | Hard Rock                                   |                       |
| Never Too Late                           | Status Quo                                   | Vertigo Records                                  | 13. März 1981      | Rock                                        |                       |
| No Sleep ’til Hammersmith                | Motörhead                                    | Bronze Records                                   | 27. Juni 1981      | Hard Rock, Heavy Metal                      | Livealbum             |
| Non-Stop Erotic Cabaret                  | Soft Cell                                    | Some Bizzare Records                             | 23. November 1981  | Synth Pop, New Wave                         |                       |
| Oblique Parallax                         | Sun Ra & His Arkestra                        | Saturn                                           | 1981               | Jazz                                        |                       |
| October                                  | U2                                           | Island Records                                   | 12. Oktober 1981   | Rock                                        |                       |
| Pleasant Dreams                          | Ramones                                      | Sire Records                                     | 20. Juli 1981      | Punkrock, Rock                              |                       |
| Reif für die Insel                       | Peter Cornelius                              | Phonogram                                        | November 1981      | Pop                                         |                       |
| Selbstbewusst                            | Wolfgang Ambros                              | Bellaphon Records                                | September 1981     | Pop-Rock                                    |                       |
| Shot of Love                             | Bob Dylan                                    | Columbia Records                                 | 12. August 1981    | Christian Rock, Gospel                      |                       |
| Snaz                                     | Nazareth                                     | A&M Records                                      | 21. September 1981 | Hard Rock                                   | Livealbum             |
| Sons and Fascination                     | Simple Minds                                 | Virgin                                           | 1. September 1981  | Bluesrock, Southern Rock                    |                       |
| Speak & Spell                            | Depeche Mode                                 | Mute Records, Sire Records (USA/Kanada)          | 5. Oktober 1981    | Synthie-Pop, New Wave, Pop                  | Debütalbum            |
| Special Forces                           | Alice Cooper                                 | Warner Bros. Records                             | September 1981     | Rock                                        |                       |
| Stinker                                  | Marius Müller-Westernhagen                   | WEA Records                                      | 2. April 1981      | Pop, Bluesrock                              |                       |
| Sunrise in Different Dimensions          | Sun Ra & His Arkestra                        | HatHut Records                                   | 1981               | Jazz                                        |                       |
| Tattoo You                               | The Rolling Stones                           | Rolling Stones Records, Atlantic Records, EMI    | 24. August 1981    | Rock                                        |                       |
| The Fool Circle                          | Nazareth                                     | Vertigo Records                                  | 16. Februar 1981   | Hard Rock                                   |                       |
| The Man with the Horn                    | Miles Davis                                  | Columbia Records                                 | 1981               | Jazz                                        |                       |
| The Visitors                             | ABBA                                         | Polar Music (LP), Universal International (CD)   | 30. November 1981  | Pop                                         |                       |
| Time                                     | Electric Light Orchestra                     | Jet Records                                      | 31. Juli 1981      | Rock, Synthie-Pop                           |                       |
| Tonight I’m Yours                        | Rod Stewart                                  | Warner Bros., Riva Records                       | 6. November 1981   | Softrock, Pop-Rock, New Wave                |                       |
| Trio                                     | Trio                                         | Mercury Records                                  | 20. Oktober 1981   | Rock                                        |                       |
| Und alles is ganz anders word’n          | Rainhard Fendrich                            | Philips Records                                  | 1981               | Austropop                                   |                       |
| Welcome to Hell                          | Venom                                        | Neat Records                                     | Dezember 1981      | Speed Metal, Thrash Metal                   | Debütalbum            |
| Where Flamingos Fly                      | Gil Evans                                    | A&M Records                                      | 1981               | Jazz                                        |                       |
| Word of Mouth                            | Jaco Pastorius                               | Warner Bros.                                     | 1981               | Jazz                                        |                       |
| You Must Believe in Spring               | Bill Evans                                   | Warner Bros.                                     | 1981               | Jazz                                        |                       |

## Geboren

### Januar
- 04. Januar: Silvy de Bie, belgische Sängerin
- 05. Januar: deadmau5, kanadischer Musikproduzent
- 06. Januar: Mike Jones, US-amerikanischer Rapper
- 07. Januar: Ania Dąbrowska, polnische Popmusikerin
- 08. Januar: Szabolcs Zempléni, ungarischer Hornist
- 09. Januar: David Lukáš, tschechischer Komponist und Dirigent
- 10. Januar: Nasri Tony Atweh, kanadischer Musiker und Musikproduzent
- 10. Januar: Tamta, georgische Sängerin

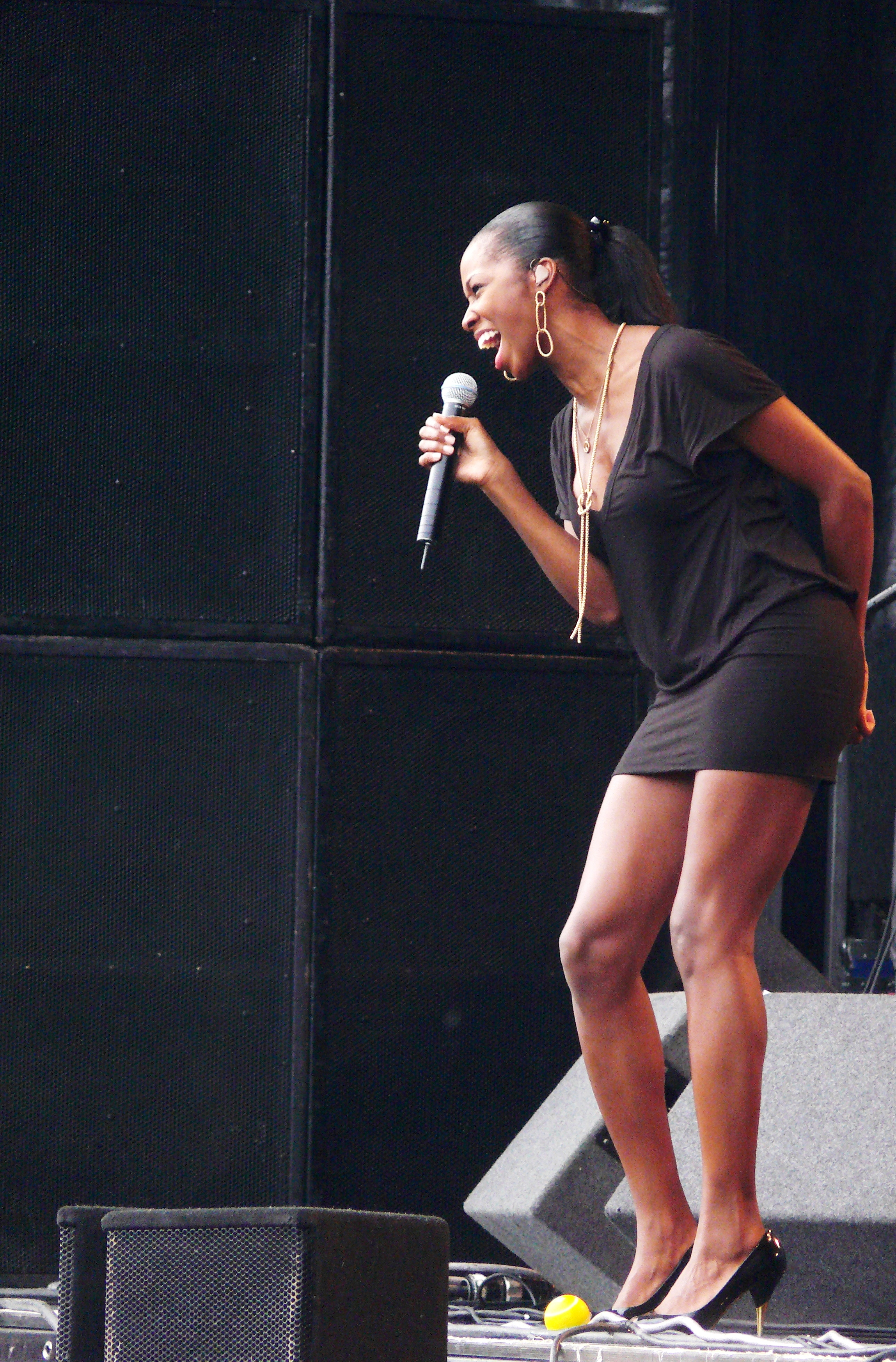
Jamelia; * 11. Januar

- 11. Januar: Jamelia, britische R&B-Sängerin
- 11. Januar: Curdin Nicolay, Schweizer Sänger und Komponist
- 14. Januar: Rosa López, spanische Popsängerin
- 15. Januar: Howie Day, US-amerikanischer Sänger und Songschreiber

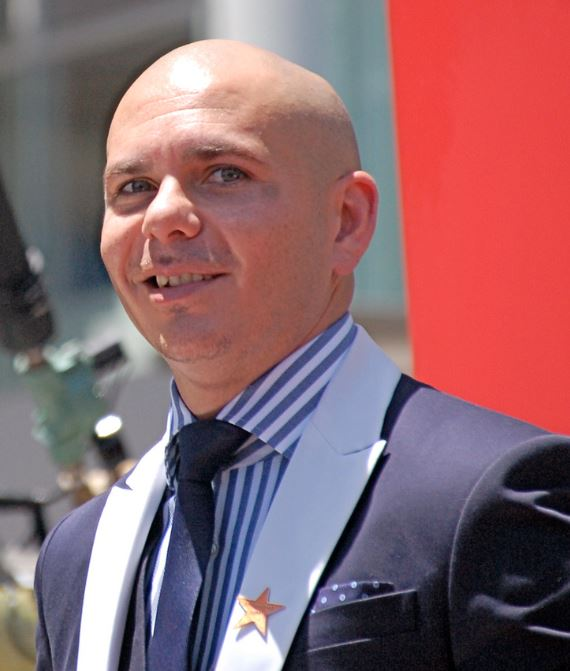
Pitbull; * 15. Januar

- 15. Januar: Pitbull, US-amerikanischer Rapper
- 16. Januar: Marta Roure Besolí, andorranische Sängerin
- 17. Januar: Daniel Diges, spanischer Schauspieler und Sänger
- 20. Januar: Baris Aladag, deutscher Filmregisseur, Filmproduzent, Autor, Songwriter, Musikproduzent und DJ
- 22. Januar: Willa Ford, US-amerikanische Popsängerin
- 22. Januar: Ben Moody, US-amerikanischer Songwriter, Produzent und Gitarrist

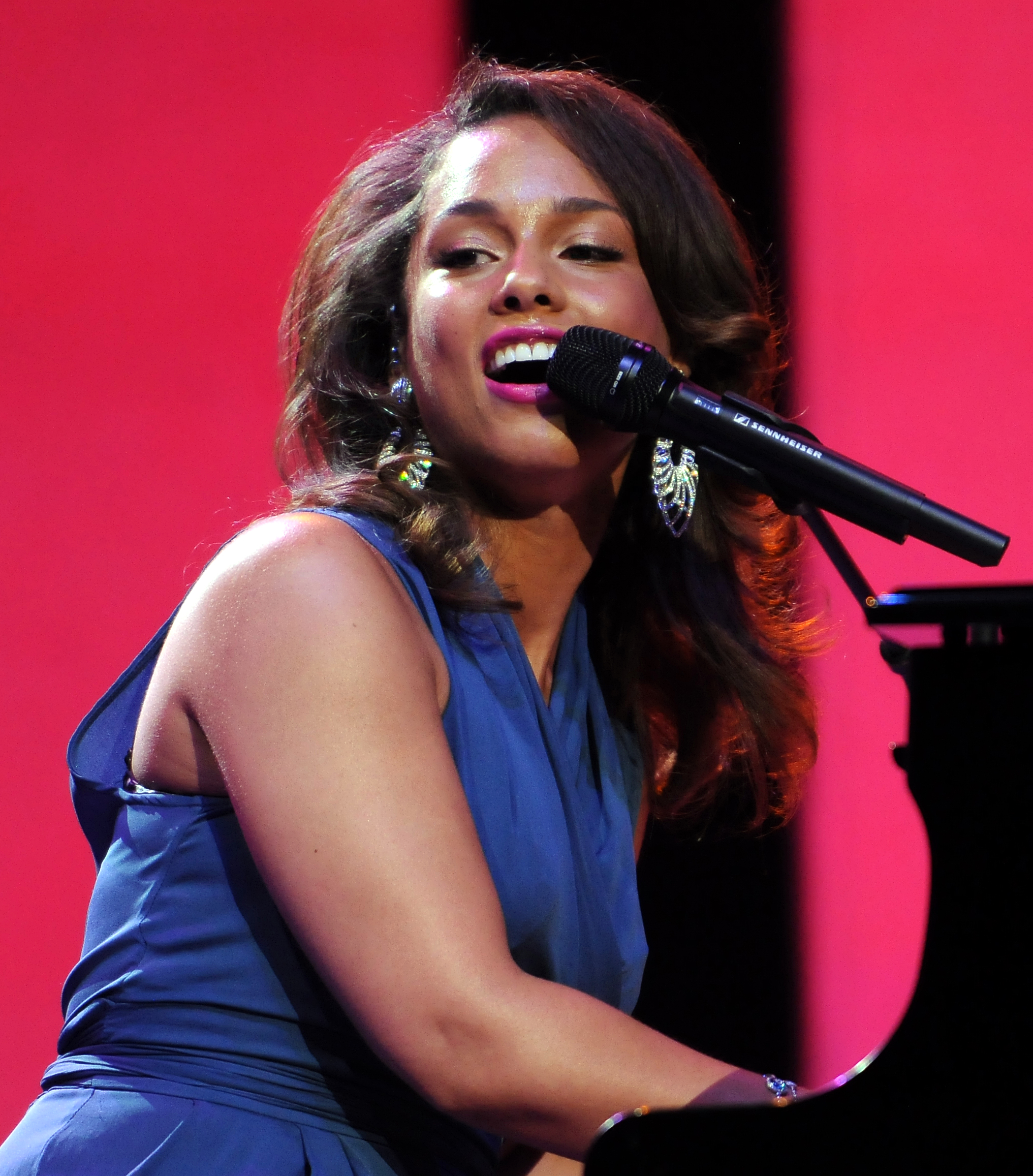
Alicia Keys; * 25. Januar

- 25. Januar: Alicia Keys, US-amerikanische R&B- und Soulsängerin
- 25. Januar: Clara Morgane, französische Pornodarstellerin und Sängerin
- 25. Januar: Toše Proeski, mazedonischer Sänger und Songwriter († 2007)
- 28. Januar: Simon Borutzki, deutscher Blockflötist und Ensembleleiter
- 29. Januar: Jonny Lang, Musiker aus dem Bereich des Blues und Bluesrock
- 31. Januar: Justin Timberlake, US-amerikanischer Popstar
- 31. Januar: Antal Zalai, ungarischer Geiger

### Februar
- 01. Februar: Gustaf Norén, Sänger der schwedischen Rockband Mando Diao
- 04. Februar: Victor Wainwright, US-amerikanischer Blues- und Boogie-Woogie-Musiker
- 10. Februar: Jo Eun-ji, südkoreanische Schauspielerin, Filmregisseurin und Sängerin
- 10. Februar: Natasha Saint-Pier, kanadische Sängerin
- 11. Februar: Kelly Rowland, US-amerikanische R&B-Sängerin

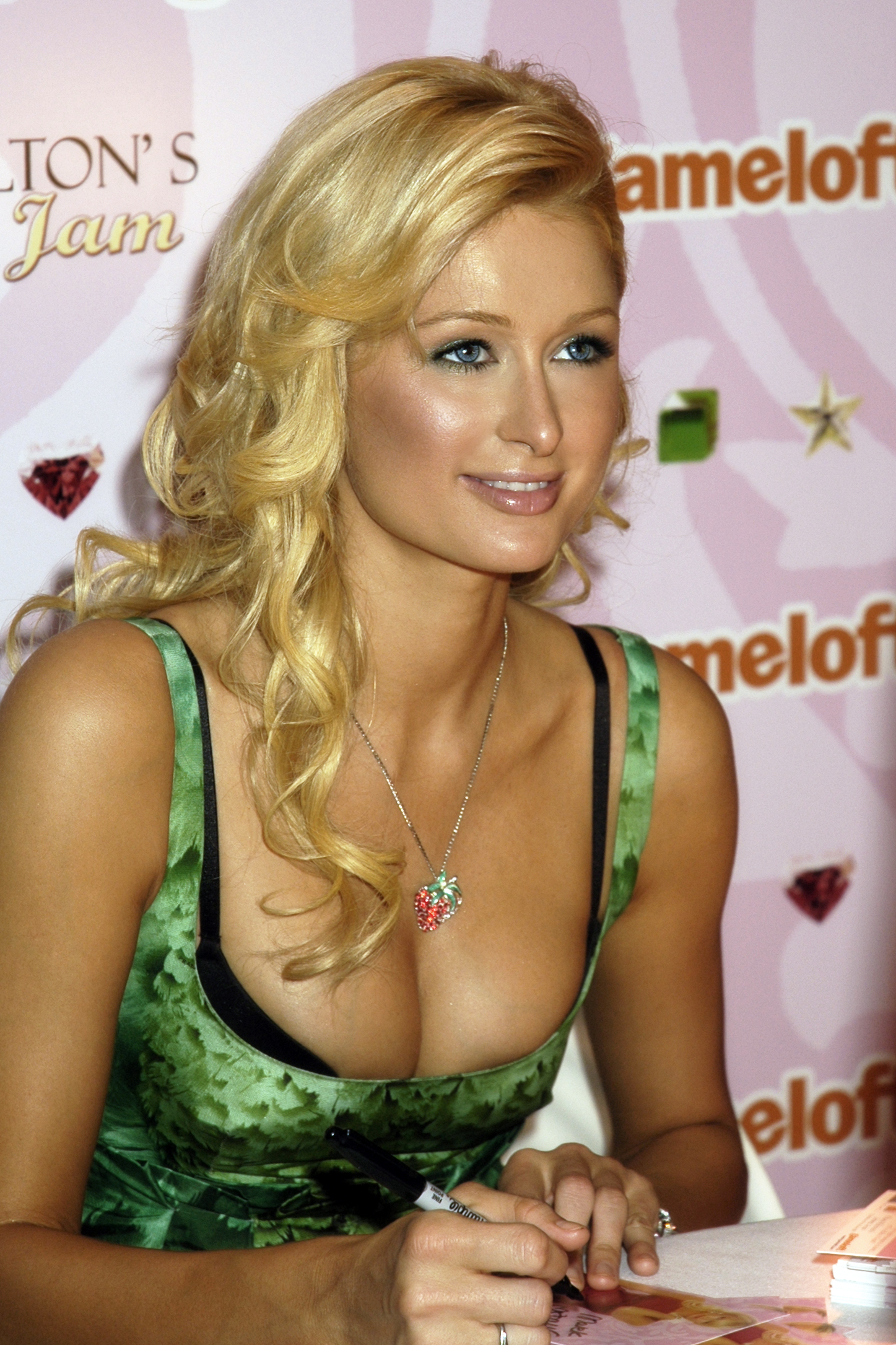
Paris Hilton; * 17. Februar

- 17. Februar: Paris Hilton, Fotomodell, Unternehmerin und Entertainerin
- 22. Februar: Chakuza, österreichischer Rapper
- 22. Februar: Bobbie Singer, österreichische Sängerin, Musikproduzentin, Sprecherin und Songwriterin
- 23. Februar: Jan Böhmermann, deutscher Satiriker, Hörfunk- und Fernsehmoderator
- 27. Februar: Evi Goffin, belgische Sängerin
- 27. Februar: Josh Groban, US-amerikanischer Popstar mit klassisch ausgebildeter Stimme (Bariton)

### März

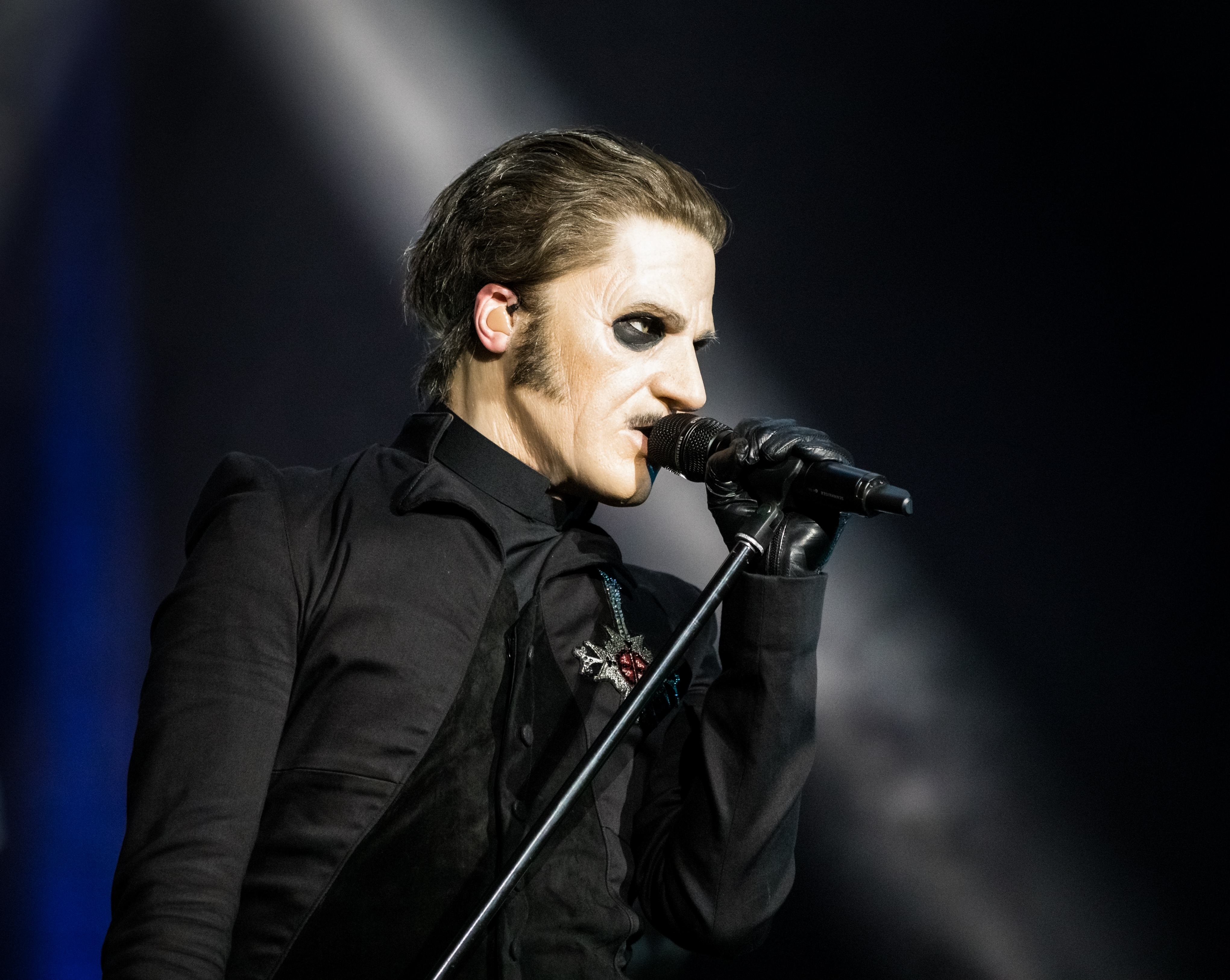
Tobias Forge; * 3. März

- 03. März: Georg Arzberger, deutscher Klarinettist und Hochschullehrer
- 03. März: Tobias Forge, schwedischer Rockmusiker
- 03. März: Lil’ Flip, US-amerikanischer Rapper
- 03. März: Cristina Scarlat, moldauische Popsängerin
- 05. März: Marco-Sharif Khan, deutscher Musikpädagoge und Sozialaktivist im Ehrenamt
- 11. März: Matthias Schweighöfer, deutscher Schauspieler, Synchronsprecher, Filmregisseur, Filmproduzent und Sänger
- 14. März: Martina Eisenreich, deutsche Violinistin, Filmkomponistin und Musikproduzentin
- 14. März: Judith Lefeber, deutsche Sängerin
- 15. März: Young Buck, US-amerikanischer Rapper
- 17. März: Jukka Haavisto, finnischer Fusionmusiker
- 18. März: Jang Nara, südkoreanische Sängerin und Schauspielerin
- 21. März: MAias Alyamani, syrischer Geiger und Komponist
- 21. März: Stig van Eijk, norwegischer Sänger
- 24. März: Kilian Herold, deutscher Klarinettist
- 25. März: Philipp Burger, Sänger und Frontmann der Südtiroler Band Frei.Wild
- 26. März: Maxi Arland, deutscher Musiker und Moderator
- 26. März: Zayar Thaw, myanmarischer Politiker und Hip-Hop-Künstler († 2022)
- 31. März: Ryan Bingham, amerikanischer Countrymusiker

### April
- 01. April: Hannah Spearritt, britische Schauspielerin und Sängerin
- 05. April: Lucy Scherer, deutsche Musicaldarstellerin
- 06. April: Sheldon Aitana Lawrence, jamaikanischer Dancehall-DJ
- 07. April: Chris Ardoin, US-amerikanischer Musiker
- 09. April: Matthias Schriefl, deutscher Jazztrompeter, Multiinstrumentalist und Komponist
- 10. April: Liz McClarnon, britische Sängerin
- 10. April: Yves V, belgischer DJ und Produzent
- 11. April: Motsi Mabuse, südafrikanische Tänzerin
- 12. April: Eyal Lovett, israelischer Jazzmusiker (Piano, Komposition)
- 14. April: Jacques Houdek, kroatischer Sänger
- 15. April: Caissie Levy, kanadisch-amerikanische Musicaldarstellerin, Schauspielerin und Sängerin
- 16. April: Maya Dunietz, israelische Performancekünstlerin, Improvisationsmusikerin und Komponistin
- 17. April: Laura U. Klemke, deutsche Gitarristin
- 17. April: Hanna Pakarinen, finnische Popsängerin
- 20. April: Ermal Meta, italienisch-albanischer Cantautore und Songwriter
- 23. April: Seka Aleksić, serbische Folksängerin
- 24. April: Marie Friederike Schöder, deutsche Sopranistin

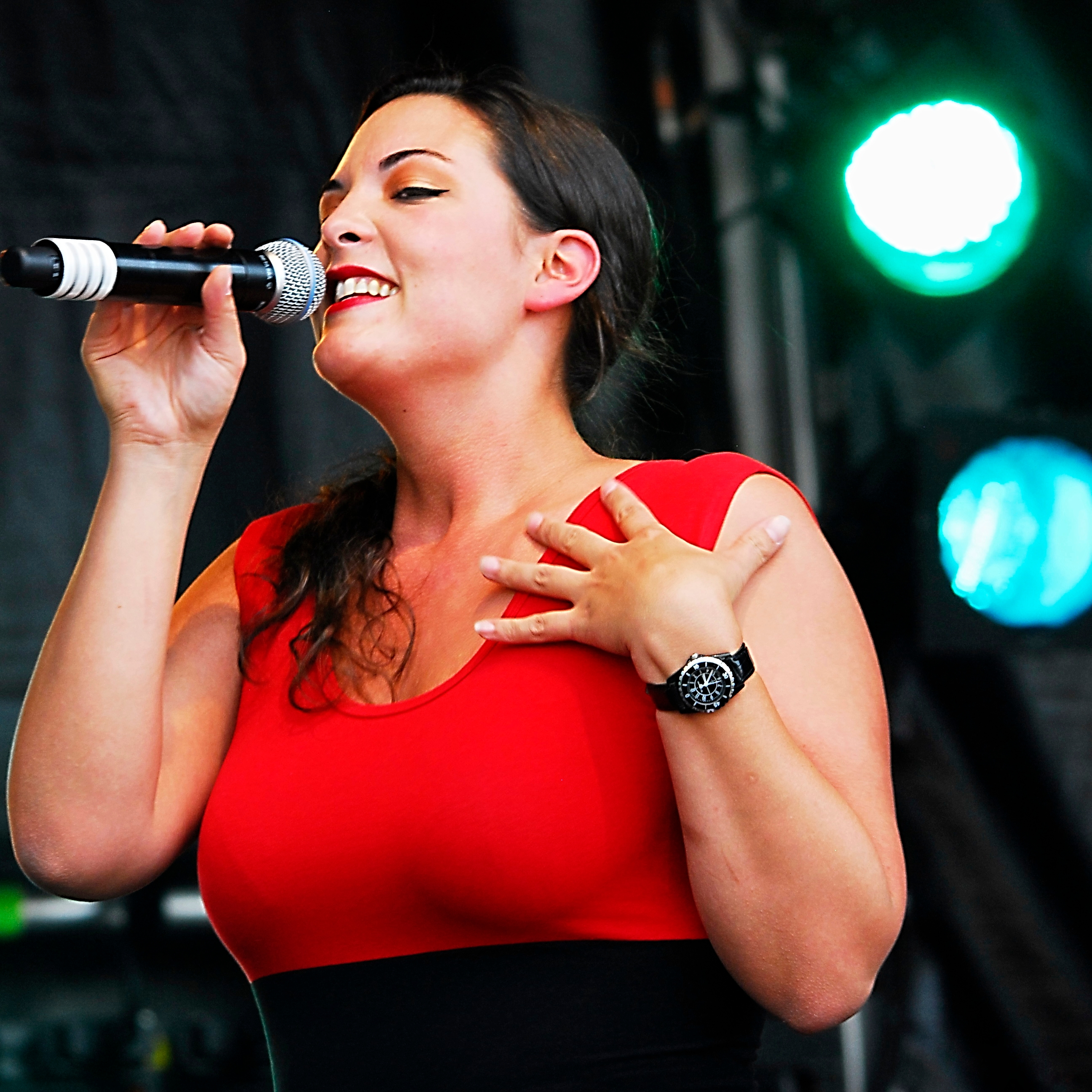
Caro Emerald; * 26. April

- 26. April: Caro Emerald, niederländische Pop- und Jazzsängerin
- 27. April: Fabrizio Faniello, maltesischer Popsänger
- 27. April: Sandy Mölling, deutsche Popsängerin
- 29. April: Jay Smith, schwedischer Sänger
- 30. April: Pjotr Andrejewitsch Nalitsch, russischer Komponist und Sänger

### Mai
- 03. Mai: Trevor Strnad, US-amerikanischer Metal-Sänger († 2022)
- 05. Mai: Craig David, britischer R&B-Sänger
- 06. Mai: Till Florian Beyerbach, deutscher Schauspieler, Musiker und Theaterproduzent
- 12. Mai: Astrix, israelischer Progressive- & Psytrance-DJ und -Produzent
- 12. Mai: Anna Gadt, polnische Jazzsängerin
- 12. Mai: Lionel Meunier, französischer Sänger und Chorleiter
- 14. Mai: Sarbel, griechisch-zyprischer Popsänger
- 15. Mai: Myriam Abdelhamid, französische Sängerin
- 15. Mai: Ben, deutscher Sänger
- 16. Mai: Enver Yalcin Özdiker, türkischer Komponist, Dirigent und Opernsänger
- 17. Mai: Shiri Maimon, israelische Sängerin
- 18. Mai: Karoline Reinke, deutsche Schauspielerin und Musikerin
- 19. Mai: Varna, grönländische Bluesmusikerin
- 19. Mai: Onkel Zwieback, deutscher Rapper und Musikproduzent
- 20. Mai: Gergana Gergova, bulgarische Geigerin
- 20. Mai: Rachel Platten, US-amerikanische R&B- und Popsängerin
- 21. Mai: David Appel, tschechischer Eishockeyspieler

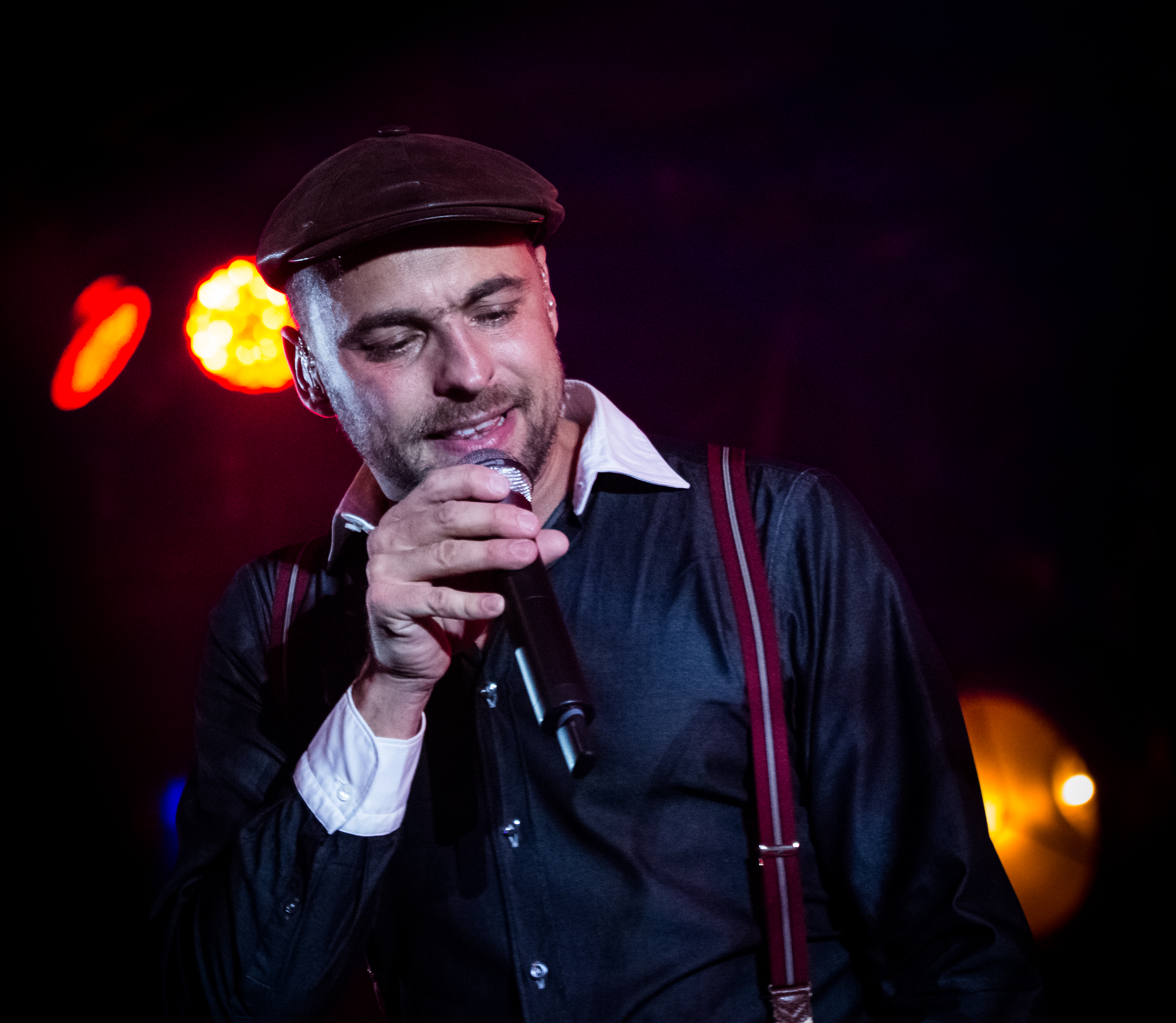
Max Mutzke; * 21. Mai

- 21. Mai: Maximilian Mutzke, deutscher Sänger und Schlagzeuger
- 23. Mai: Gwenno Saunders, englische Sängerin
- 26. Mai: Eda-Ines Etti, estnische Sängerin
- 27. Mai: Özgür Çevik, türkischer Schauspieler und Sänger
- 28. Mai: Adam Green, US-amerikanischer Sänger und Songwriter
- 30. Mai: Devendra Banhart, US-amerikanischer Psychedelic-Folk-Sänger und Songwriter

### Juni
- 01. Juni: Brandi Carlile, US-amerikanische Singer-Songwriterin
- 02. Juni: Florian Füntmann, deutscher Gitarrist
- 03. Juni: Nikki M. James, US-amerikanische Schauspielerin, Regisseurin, Sängerin und Musicaldarstellerin
- 08. Juni: Alex Band, US-amerikanischer Sänger
- 08. Juni: Rafał Brzozowski, polnischer Sänger, Fernsehmoderator und Ringer
- 08. Juni: Sara Watkins, US-amerikanische Fiddlespielerin und Singer-Songwriterin
- 11. Juni: Claude Diallo, Schweizer Jazzmusiker (Piano, Komposition)
- 12. Juni: Nora Tschirner, deutsche Schauspielerin, Musikerin und Moderatorin
- 15. Juni: Anke Johannsen, deutsche Sängerin, Pianistin und Songwriterin
- 16. Juni: Ben Kweller, US-amerikanischer Musiker
- 20. Juni: Danny J. Masseling, niederländischer Techno-Musiker und DJ
- 23. Juni: Antony Costa, britischer Sänger
- 24. Juni: Bouke Scholten, niederländischer Sänger
- 27. Juni: Money Boy, österreichischer Rapper
- 27. Juni: Boglárka Bábiczki, ungarische Jazzsängerin

### Juli
- 07. Juli: Omar Naber, slowenischer Popsänger
- 12. Juli: Maya Sar, bosnische Sängerin und Songwriterin

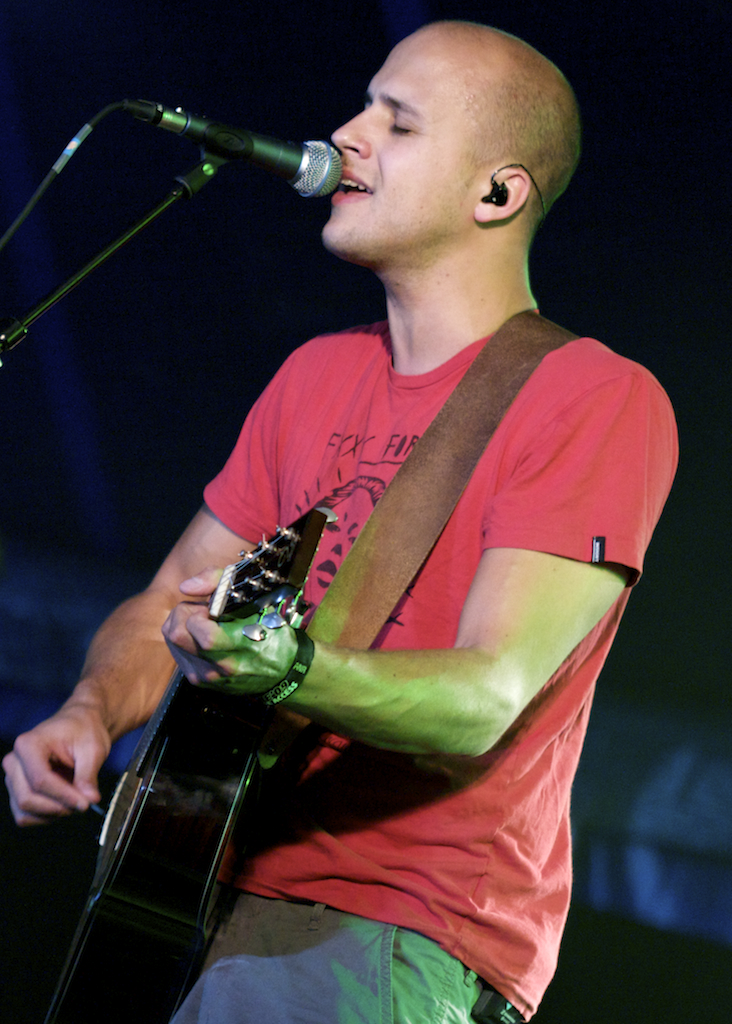
Milow; * 14. Juli

- 14. Juli: Milow, belgischer Sänger
- 16. Juli: Pınar Aydın, türkische Schauspielerin und Sängerin
- 19. Juli: Didz Hammond, US-amerikanischer Musiker
- 26. Juli: Thomas Wally, österreichischer Komponist, Violinist und Hochschulpädage
- 31. Juli: Ira Losco, maltesische Sängerin
- 00. Juli: Dennis Hormes, deutscher Gitarrist und Sänger

### August
- 01. August: Ashley Parker Angel, US-amerikanischer Popsänger
- 01. August: Vaiko Eplik, estnischer Musiker, Sänger, Komponist und Musikproduzent
- 01. August: Manuela Kraller, deutsche Sängerin
- 02. August: Vlad Miriță, rumänischer Pop- und Opernsänger
- 03. August: Michelle Courtens, niederländische Sängerin, Cellistin und Gesangslehrerin
- 04. August: Florian Silbereisen, deutscher Fernsehmoderator und Sänger
- 04. August: Ushma Olava, finnische Schauspielerin
- 05. August: Dalal Midhat-Talakić, bosnische Sängerin

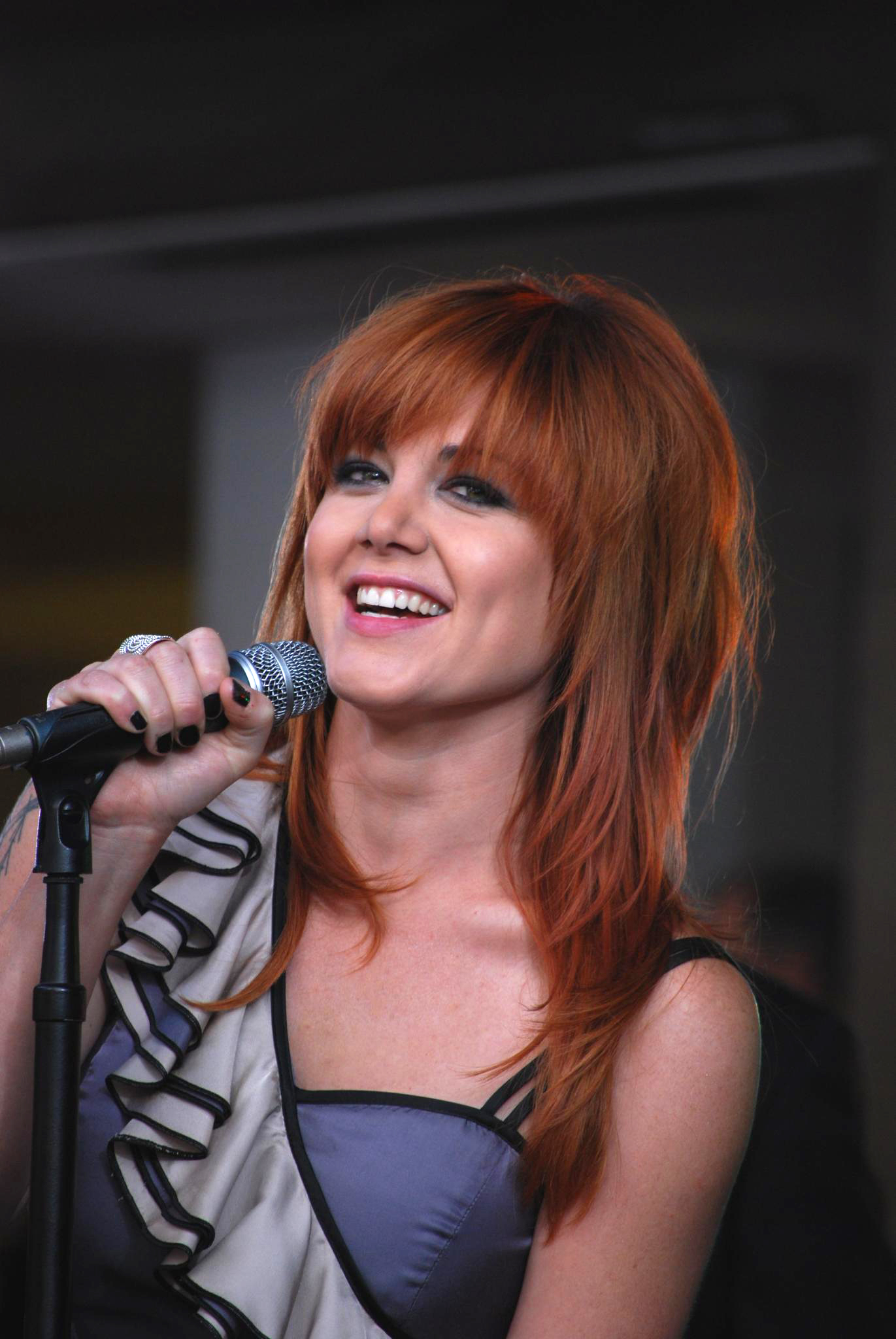
Vanessa Amorosi; * 8. August

- 08. August: Vanessa Amorosi, australische Popsängerin
- 08. August: Harel Skaat, israelischer Sänger und Musiker
- 15. August: Christina Zurhausen, deutsche Jazzmusikerin
- 17. August: Paul Kirby, britischer Jazzmusiker
- 23. August: Karina Canellakis, US-amerikanische Dirigentin und Violinistin
- 27. August: Sahba Aminikia, iranisch-amerikanischer Komponist zeitgenössischer Musik

### September

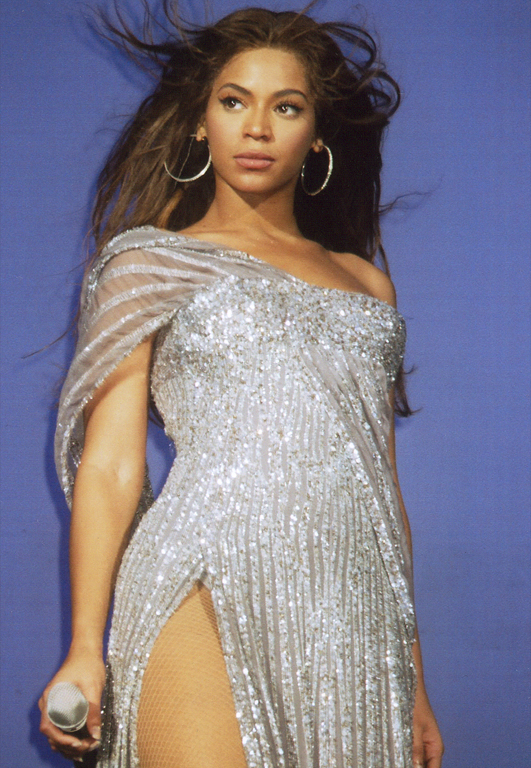
Beyoncé Knowles; * 4. September

- 04. September: Beyoncé, US-amerikanische Sängerin (Destiny’s Child)
- 06. September: Ödön Rácz, Solobassist der Wiener Philharmoniker und des Wiener Staatsopernorchesters
- 06. September: Sarah Schindler, deutsche Sängerin und Schauspielerin
- 07. September: Dominique van Hulst, niederländische Sängerin
- 12. September: Jennifer Hudson, US-amerikanische Sängerin und Schauspielerin
- 12. September: Kapushon, moldauischer Rapper, Songwriter und Musikproduzent
- 13. September: Mariha, deutsche Schauspielerin und Singer-Songwriterin
- 14. September: Miyavi, japanischer Musiker
- 16. September: Skubas, polnischer Sänger, Komponist und Gitarrist
- 18. September: Jennifer Tisdale, US-amerikanische Schauspielerin und Sängerin
- 19. September: Scott Bradlee, US-amerikanischer Jazzmusiker (Piano, Arrangement)
- 21. September: Moog Conspiracy, französischer Musikproduzent, DJ und Liveact
- 22. September: Joci Pápai, Roma-ungarischer Sänger
- 23. September: Natalie Horler, deutsche Sängerin (Cascada)
- 24. September: Ximena Abarca Tapia, chilenische Sängerin
- 25. September: Axel Fischer, deutscher Schauspieler und Musiker

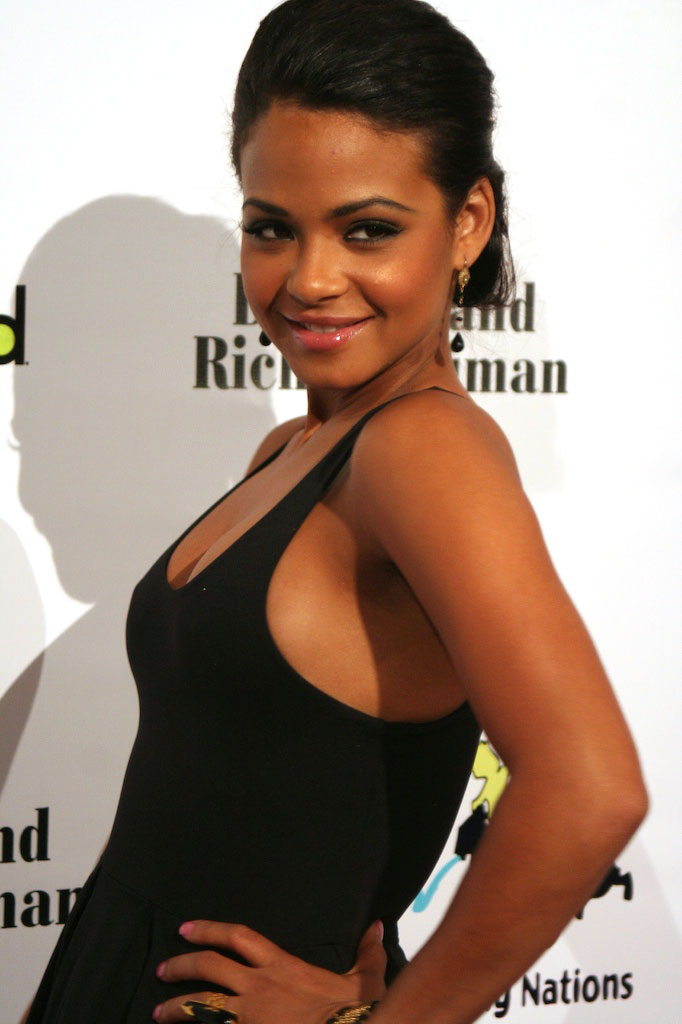
Christina Milian; * 26. September

- 26. September: Christina Milian, US-amerikanische Sängerin, Songschreiberin und Schauspielerin
- 28. September: Stanislaw Alexandrowitsch Kotschanowski, russischer Dirigent und Organist
- 29. September: Shay Astar, US-amerikanische Schauspielerin und Sängerin

### Oktober
- 02. Oktober: Sidney Samson, niederländischer DJ
- 07. Oktober: Aaron Thier, österreichischer Schlagzeuger
- 15. Oktober: Ñengo Flow, puerto-ricanischer Rapper und Sänger
- 20. Oktober: Kaori Kobayashi, japanische Jazz-Saxophonistin und Flötistin
- 26. Oktober: Guy Sebastian, australischer Popsänger
- 27. Oktober: Salem Al Fakir, schwedischer Musiker und Sänger
- 31. Oktober: Frank Iero, US-amerikanischer Musiker
- 31. Oktober: Valezka, deutsche R&B-Sängerin

### November
- 01. November: Tijana Bogićević, serbische Sängerin
- 01. November: Dionne Wudu, deutsche Schauspielerin, Sängerin und Moderatorin
- 02. November: Ai, japanische Sängerin
- 04. November: Nicole Dieker, US-amerikanische Komponistin
- 09. November: Joseph Bastian, französisch-schweizerischer Dirigent
- 10. November: Constantin Luger, österreichischer Musiker
- 11. November: Raphael Gualazzi, italienischer Sänger und Pianist
- 14. November: El Funky, kubanischer Rap-Musiker und Dissident
- 14. November: Mehdi Yarrahi, iranischer Komponist und Sänger
- 16. November: Kate Miller-Heidke, australische Sängerin und Songwriterin
- 17. November: Sarah Harding, britische Sängerin († 2021)
- 22. November: Ben Adams, britischer Sänger

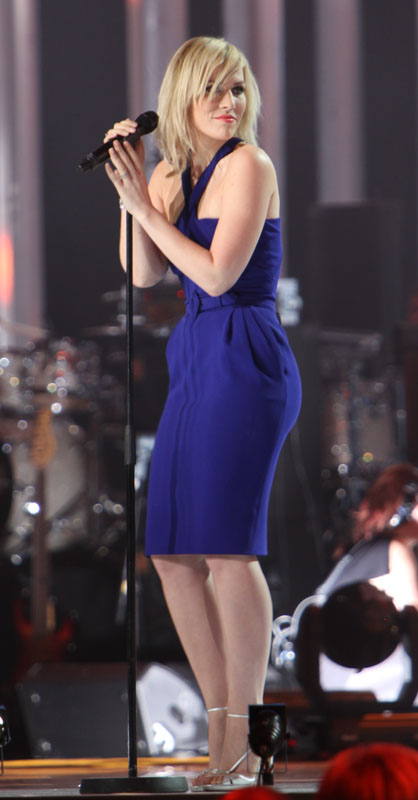
Natasha Bedingfield; * 26. November

- 26. November: Natasha Bedingfield, britische Sängerin
- 26. November: Natalie Gauci, italienisch-maltesische Sängerin
- 28. November: Unk, US-amerikanischer Rapper und DJ († 2025)

### Dezember

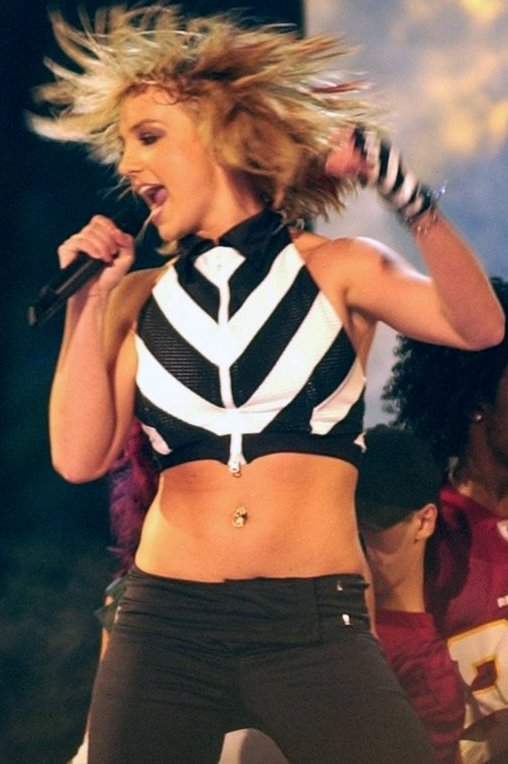
Britney Spears

- 02. Dezember: Britney Spears, US-amerikanische Popsängerin
- 03. Dezember: Jean Dubé, kanadisch-französischer Konzertpianist
- 04. Dezember: Thorsten Willer, deutscher Musiker
- 08. Dezember: Jessie Montgomery, US-amerikanische Komponistin und Violinistin
- 10. Dezember: P.M.B., deutscher Musikproduzent

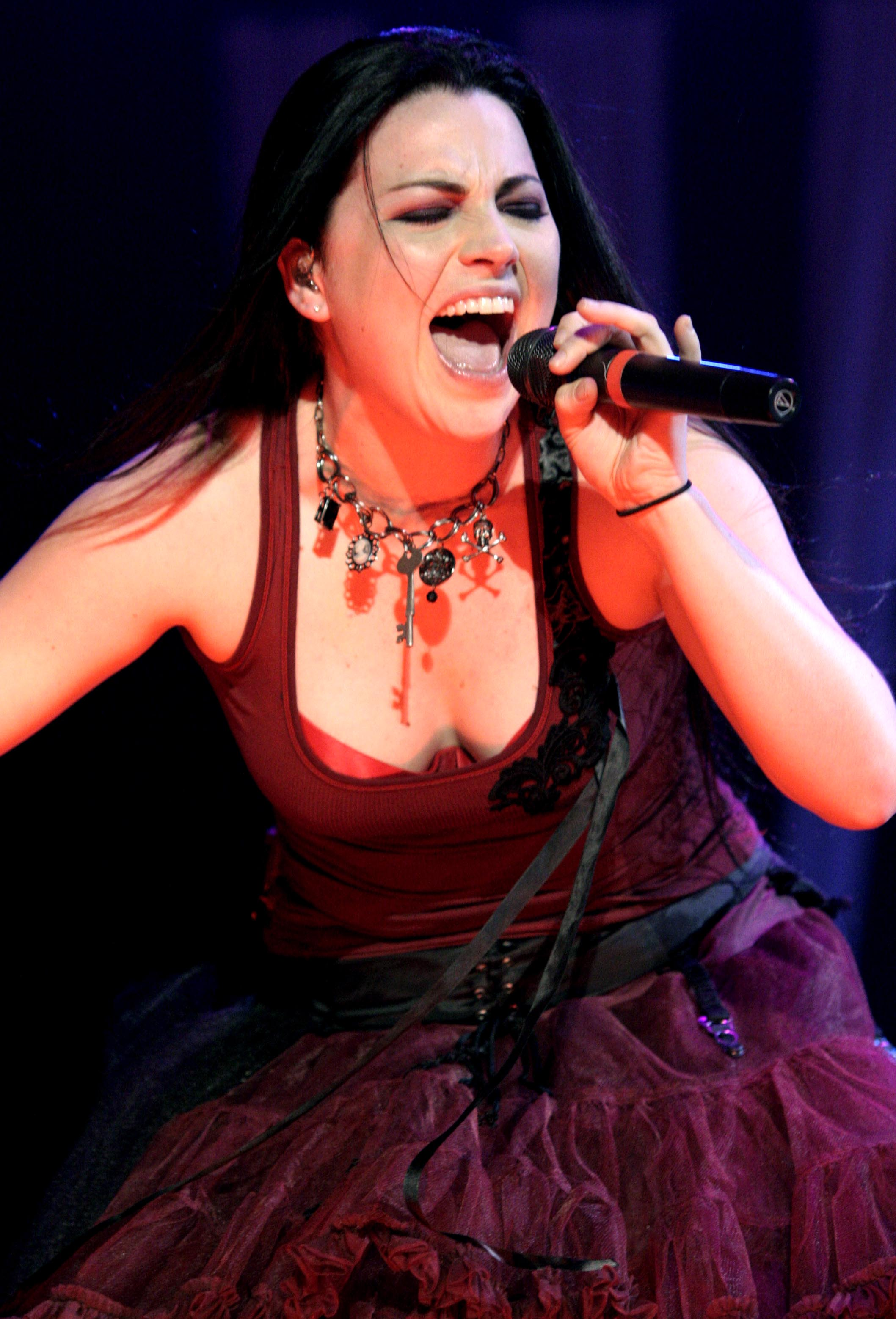
Amy Lee; * 13. Dezember

- 13. Dezember: Amy Lee, US-amerikanische Sängerin
- 17. Dezember: Kim Myhr, norwegischer Fusion- und Improvisationsmusiker (Gitarren, Komposition)
- 19. Dezember: Leandra Ophelia Dax, belarussisch-deutsche Musikerin
- 19. Dezember: Lucian Krasznec, deutsch-rumänischer Opernsänger (Tenor)
- 21. Dezember: Lionel Beuvens, belgischer Jazzmusiker (Schlagzeug, Komposition)
- 21. Dezember: Jacob Forever, kubanischer Liedermacher
- 22. Dezember: Cheek, finnischer Hip-Hop-Musiker
- 23. Dezember: Beth, spanische Popsängerin und Schauspielerin
- 23. Dezember: Angelo Kelly, Sänger und Songwriter (The Kelly Family)
- 23. Dezember: Jeannine Michaelsen, deutsche Fernseh- und Radiomoderatorin sowie Musicaldarstellerin
- 24. Dezember: Dima Bilan, russischer Popsänger
- 24. Dezember: Xatar, deutscher Rapper kurdischer Abstammung († 2025)
- 26. Dezember: Johannes Oerding, deutscher Popsänger und Songwriter
- 27. Dezember: Lise Darly, französische Sängerin
- 27. Dezember: Javine, britische Sängerin
- 30. Dezember: Daniel Hoffknecht, deutscher Musiker und Komponist
- 30. Dezember: Marius Moga, rumänischer Musikproduzent, Songwriter und Sänger
- 31. Dezember: Wab Kinew, kanadischer Politiker, Musiker und Fernsehmoderator

### Genaues Geburtsdatum unbekannt
- Barbara Alge, österreichische Musikwissenschaftlerin und Hochschullehrerin
- Nicole Ansperger, deutsche Musikerin
- Simone Aubert, Schweizer Rock- und Improvisationsmusikerin (Schlagzeug, weitere Instrumente, Komposition)
- Sonya Bach, südkoreanische Pianistin
- Suzy Bartelt, deutsche Musikerin
- Ferenc Bernáth, ukrainisch-ungarischer Gitarrist und Komponist
- Stefan Beyer, deutscher Komponist
- Benjamin Bistram, deutscher Musikproduzent und Rapper
- Felix Blum, deutscher Designer, Regisseur und Komponist
- Giotis Damianidis, griechischer Jazz- und Improvisationsmusiker (Gitarre, Komposition)
- Elvin Dandel, deutscher Schauspieler, Filmkomponist, Sänger, Musiker und Moderator
- Daso, deutscher Musikproduzent und DJ († 2018)
- Andrew Dewar, britischer Organist und Hochschullehrer
- Wouter Dewit, belgischer Komponist und Jazzpianist
- Jakob Dreyer, deutscher Jazzmusiker (Bass)
- Clément Ducol, französischer Arrangeur, Musikproduzent und Komponist
- Hauke Egermann, deutscher Musikwissenschaftler und Hochschullehrer
- Kimball Gallagher, US-amerikanischer Pianist und Komponist
- Jessica Garlick, walisische Popsängerin
- Michael Geldreich, deutscher Jazzpianist, Songwriter, Musikproduzent und Filmkomponist
- Jack Glottman, israelischer Jazzmusiker
- Adrian Heger, deutscher Pianist und Dirigent
- Dominik Höink, deutscher Musikwissenschaftler
- Katja Huhn, russische Pianistin
- Evdokia Kadi, zypriotische Sängerin
- Rupert Keplinger, österreichischer Musiker und Komponist
- Christian Achim Kühn, deutscher Fusionmusiker (Gitarre, Komposition)
- Meike Leluschko, deutsche Sopranistin
- Stereo Luchs, Schweizer Sänger
- Sven Ludwig, deutscher Musikproduzent
- Aaron Lumley, kanadischer Improvisationsmusiker (Kontrabass)
- Łucja Madziar, polnische Geigerin
- Sergej Maingardt, deutscher Komponist für zeitgenössische Musik
- Martin Meixner, deutscher Jazzmusiker (Piano, Keyboard, Orgel, Komposition)
- Jan Miserre, deutscher Jazzmusiker und Filmkomponist
- Matt Mottel, US-amerikanischer Improvisationsmusiker (Keyboards)
- Johannes Müller, deutscher Jazzmusiker (Saxophon, Komposition)
- Salar Nader, afghanisch-amerikanischer Tablaspieler, Komponist und Musikpädagoge
- Naima, deutsche Sängerin und Musicaldarstellerin
- Daniel Nigro, US-amerikanischer Musiker und Musikproduzent
- Julian Orlishausen, deutscher Opernsänger
- Dora Pavlíková, tschechische Sopranistin
- Jelena Popržan, Bratschistin, Sängerin, Komponistin und Performerin
- Nicholas Rimmer, deutsch-britischer Pianist
- Roman Rofalski, deutscher Pianist, Komponist und Hochschullehrer
- Gemma Rosefield, britische Cellistin
- Markus Rupprecht, deutscher Organist und Hochschullehrer
- Florian Rynkowski, deutscher Fusionmusiker (Bass, Komposition)
- Til Schneider, deutscher Jazzmusiker
- Tomasz Skulski, polnischer Jazzmusiker (Saxophon, Flöte) und Musikproduzent
- Matt Slocum, US-amerikanischer Jazzmusiker
- Stuart Sumner, britischer Musicaldarsteller
- Andreya Triana, britische Sängerin
- Veronika Trisko, österreichische Pianistin
- Christa Unternährer, Schweizer Jazzmusikerin
- Zoi Tsokanou, griechische Dirigentin
- Jimmie Wilson, US-amerikanischer Sänger und Musicaldarsteller
- Zhang Daxun, chinesischer Kontrabassist
- Franziska Zawila, deutsche Schauspielerin und Sängerin
- Milian Zerzawy, deutscher Schauspieler und Musiker
- Pat Zwingmann, deutscher Synchronsprecher, Off-Sprecher und Kraftsportler

### Geboren um 1981
- Ruth Goller, italienische Fusionmusikerin (Bass, Komposition)
- Myra Maud, französische Jazz- und Popsängerin sowie Schauspielerin
- Lina Oravec, deutsche Musikpädagogin und Hochschullehrerin

## Gestorben

### Januar
- 07. Januar: José Ardévol, kubanischer Komponist spanischer Herkunft (* 1911)
- 09. Januar: Kazimierz Serocki, polnischer Komponist (* 1922)
- 10. Januar: Aleksander Marczewski, polnischer Komponist, Dirigent und Organist (* 1911)
- 16. Januar: Gordon Delamont, kanadischer Komponist, Trompeter und Musikpädagoge (* 1918)
- 23. Januar: Samuel Barber, US-amerikanischer Komponist (* 1910)
- 25. Januar: Adele Astaire, US-amerikanische Tänzerin und Entertainerin (* 1896)

### Februar
- 01. Februar: Roscoe Holcomb, US-amerikanischer Sänger und Multiinstrumentalist (* 1912)
- 01. Februar: Mischa Mischakoff, Geiger und Musikpädagoge ukrainischer Herkunft (* 1895)
- 01. Februar: Ernst Pepping, deutscher Komponist (* 1901)
- 01. Februar: Geirr Tveitt, norwegischer Komponist und Pianist (* 1908)

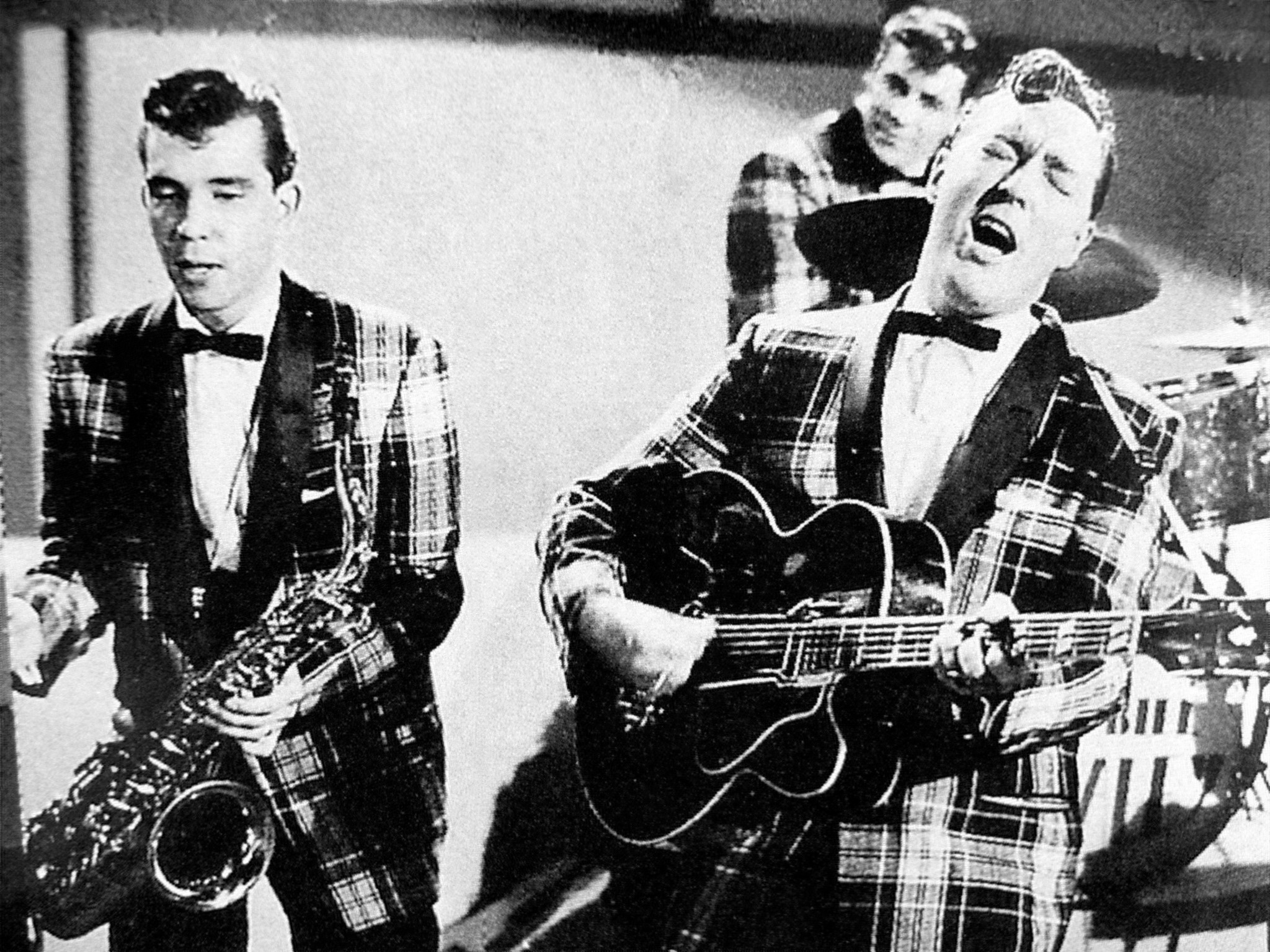
Bill Haley & his Comets, 1954

- 09. Februar: Bill Haley, US-amerikanischer Rockmusiker (* 1925)
- 15. Februar: Michael Bernard Bloomfield, US-amerikanischer Blues-Gitarrist (* 1943)
- 15. Februar: Karl Richter in München, Chorleiter, Dirigent, Organist und Cembalist (* 1926)
- 20. Februar: Hans Fleischer, deutscher Komponist (* 1896)
- 21. Februar: Ron Grainer, australischer Komponist (* 1922)
- 23. Februar: Roy Newman, US-amerikanischer Country-Musiker (* 1899)
- 23. Februar: Alberto Vila, uruguayischer Tangosänger und Schauspieler (* 1903)
- 26. Februar: Howard Hanson, US-amerikanischer Pianist und Komponist (* 1896)

### März
- 07. März: Little Hat Jones, US-amerikanischer Bluesmusiker (* 1899)
- 17. März: William Lawrence, US-amerikanischer Pianist, Sänger und Musikpädagoge (* 1895)
- 19. März: Tampa Red, US-amerikanischer Sänger und Gitarrist (* 1904)
- 25. März: Therese Walther-Visino, deutsche Musikpädagogin und Naive Malerin (* 1898)
- 30. März: Muz Zeier, Schweizer Maler, Zeichner, Bildhauer und Jazzposaunist (* 1929)

### April
- 03. April: Stefan Herman, polnischer Geiger und Musikpädagoge (* 1902)
- 06. April: Bob Hite, US-amerikanischer Sänger (* 1945)
- 12. April: Hendrik Andriessen, niederländischer Komponist und Professor (* 1892)
- 12. April: Hans Chemin-Petit, deutscher Komponist und Dirigent (* 1902)
- 13. April: Jiří Schelinger, tschechischer Rocksänger und Komponist (* 1951)
- 22. April: Max Aronoff, US-amerikanischer Bratschist und Musikpädagoge (* 1905)
- 29. April: William Alonzo Anderson, US-amerikanischer Jazz-Trompeter (* 1916)

### Mai
- 05. Mai: Odarka Bandriwska, ukrainische Sängerin und Pianistin (* 1902)
- 05. Mai: Wilhelm Stauder, deutscher Musikwissenschaftler (* 1903)
- 07. Mai: Manlio Francia, argentinischer Geiger und Tangokomponist (* 1902)
- 08. Mai: Jules Martel, kanadischer Chorleiter, Musikwissenschaftler, -pädagoge und -historiker (* 1905)
- 09. Mai: Jacques Blanchet, kanadischer Singer-Songwriter (* 1939)
- 10. Mai: Bolesław Lewandowski, polnischer Komponist und Dirigent (* 1912)

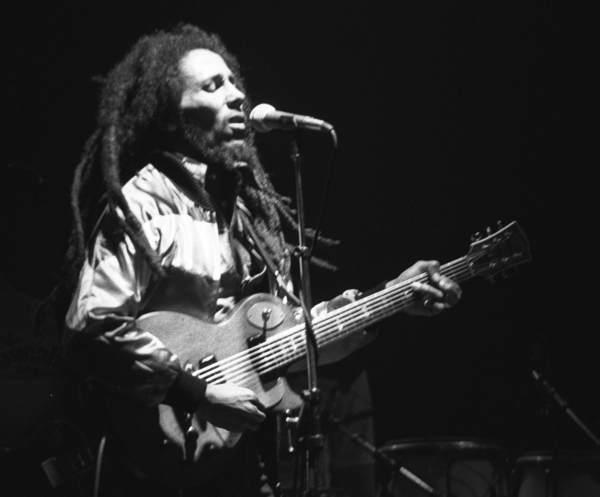
Bob Marley; † 11. Mai

- 11. Mai: Bob Marley, jamaikanischer Reggae-Musiker (* 1945)
- 13. Mai: Nathan Abshire, US-amerikanischer Akkordeonspieler (* 1913)
- 17. Mai: Hugo Friedhofer, US-amerikanischer Filmkomponist (* 1901)
- 21. Mai: Leopold Stadelmann, österreichischer Orgelbauer (* 1901)
- 22. Mai: Reimar Riefling, norwegischer Pianist, Musikkritiker und Musikpädagoge (* 1898)
- 24. Mai: Charles-Émile Gadbois, kanadischer Geistlicher, Musikverleger und Komponist (* 1906)
- 25. Mai: Roy Brown, US-amerikanischer Blues-Musiker (* 1925)
- 25. Mai: Georg Malmstén, finnischer Sänger, Musiker, Komponist, Orchesterleiter und Schauspieler (* 1902)
- 28. Mai: Mary Lou Williams, US-amerikanische Jazz-Pianistin, -komponistin und -arrangeurin (* 1910)
- 29. Mai: Omar Khorshid, ägyptischer Gitarrist (* 1945)

### Juni
- 04. Juni: Billy Starr, US-amerikanischer Country-Musiker (* ca. 1913)
- 08. Juni: Lydia Lopokova, russische Balletttänzerin (* 1892)
- 20. Juni: Jewgeni Wladimirowitsch Charitonow, russischer Schriftsteller, Theaterregisseur, Librettist und Schauspieler (* 1946)
- 23. Juni: Zarah Leander, schwedische Schauspielerin und Sängerin (* 1907)
- 28. Juni: Peter Kreuder, deutscher Komponist, Pianist und Dirigent (* 1905)

### Juli
- 05. Juli: Jorge Urrutia Blondel, chilenischer Komponist (* 1905)
- 19. Juli: Roger Doucet, kanadischer Sänger (* 1919)

### August
- 01. August: Pearl Chertok, US-amerikanische Harfenistin, Musikpädagogin und Komponistin (* 1918)
- 05. August: Jean Bobescu, rumänischer Violinist, Dirigent und Musikpädagoge (* 1890)
- 06. August: Mario Abbate, italienischer Sänger und Schauspieler (* 1927)
- 06. August: Primo Casale, venezolanischer Geiger, Dirigent, Komponist und Musikpädagoge italienischer Herkunft (* 1904)
- 12. August: Rosita Melo, uruguayisch-argentinische Tangosängerin und -komponistin (* 1897)
- 14. August: Karl Böhm, österreichischer Dirigent (* 1894)
- 18. August: Robert Russell Bennett, US-amerikanischer Komponist (* 1894)

### September
- 02. September: Tadeusz Baird, polnischer Komponist (* 1928)
- 02. September: Janko Ravnik, slowenischer Komponist, Musikpädagoge und Regisseur (* 1891)
- 08. September: Carlo Alberto Pizzini, italienischer Komponist und Dirigent (* 1905)
- 10. September: Riad Al Sunbati, ägyptischer Komponist und Musiker (* 1906)
- 14. September: Alessandro Esposito, italienischer Organist, Komponist und Musikpädagoge (* 1913)
- 14. September: Walter „Furry“ Lewis, US-amerikanischer Blues-Gitarrist und -Sänger (* 1893)
- 21. September: Tony Aubin, französischer Komponist (* 1907)
- 26. September: Ray Kellogg, US-amerikanischer Schauspieler und Sänger (* 1919)
- 29. September: Tommy Moore, britischer Schlagzeuger (* 1931)
- 30. September: Boyd Neel, englisch-kanadischer Dirigent und Musikpädagoge (* 1905)

### Oktober
- 13. Oktober: Eugen Bodart, deutscher Komponist und Dirigent (* 1905)
- 17. Oktober: David Wendell Guion, US-amerikanischer Pianist und Komponist (* 1892)
- 17. Oktober: Mounir Mourad, ägyptischer Schauspieler, Komponist und Sänger (* 1922)
- 22. Oktober: Edward Caton, US-amerikanischer Tänzer, Ballettlehrer und Choreograph (* 1900)
- 22. Oktober: George Ziegler, kanadischer Organist, Chorleiter, Dirigent, Komponist und Musikpädagoge (* 1889)
- 24. Oktober: Bernard Gavoty, französischer Musikkritiker, Musikwissenschaftler und Organist (* 1908)
- 25. Oktober: Franz Grasberger, österreichischer Musikwissenschaftler (* 1915)
- 25. Oktober: Juan Polito, argentinischer Tangopianist, Bandleader, Arrangeur und Komponist (* 1908)
- 26. Oktober: Francisco Amicarelli, argentinischer Pianist und Musikpädagoge (* 1905)
- 27. Oktober: Nico Dostal, österreichischer Operetten- und Filmmusikkomponist (* 1895)
- 27. Oktober: Louis Metcalf, US-amerikanischer Jazz-Musiker (* 1905)
- 28. Oktober: Gerhard Gregor, deutscher Organist und Pianist (* 1906)
- 29. Oktober: Georges Brassens, französischer Dichter, Autor, und Interpret von Chansons (* 1921)

### November
- 09. November: Roberto Flores, argentinischer Tangosänger und -komponist (* 1907)
- 12. November: Fritz Ehlers, deutscher Violinpädagoge in Weimar (* 1911)
- 18. November: Camillo Schoenbaum, österreichischer Musikwissenschaftler (* 1925)
- 19. November: Rezső Feleki, ungarischer Opernsänger, Kantor und Gesangslehrer (* 1900)
- 21. November: Harry von Zell, US-amerikanischer Rundfunk- und Fernsehsprecher, Schauspieler und Sänger (* 1906)
- 22. November: Dieter Bäumle, Schweizer Komponist (* 1935)
- 24. November: Oldřich Kredba, tschechoslowakischer Pianist, Cembalist und Musikpädagoge (* 1904)
- 27. November: Lotte Lenya, österreichisch-US-amerikanische Schauspielerin und Sängerin (* 1898)

### Dezember
- 08. Dezember: Big Walter Horton, US-amerikanischer Blues-Musiker (* 1918)
- 17. Dezember: Børge Ralov, dänischer Balletttänzer und Choreograph (* 1908)
- 24. Dezember: René Barbier, belgischer Komponist und Professor (* 1890)
- 27. Dezember: Hoagy Carmichael, US-amerikanischer Komponist, Pianist, Schauspieler und Sänger (* 1899)
- 30. Dezember: František Chaun, tschechischer Komponist, Pianist, Sänger, Maler und Schauspieler (* 1921)
- 30. Dezember: Boris Issaakowitsch Seidman, russischer Komponist und Hochschullehrer (* 1908)

### Genaues Todesdatum unbekannt
- José Clemente Laya, venezolanischer Bratschist, Komponist und Musikpädagoge (* 1913)
- Michael Mosoeu Moerane, südafrikanischer Komponist und Chorleiter (* 1909)